# 8. Dezember
Der 8. Dezember ist der 342. Tag des gregorianischen Kalenders (der 343. in Schaltjahren), somit bleiben 23 Tage bis zum Jahresende.

## Ereignisse

### Politik und Weltgeschehen
- 1427: Der Mainzisch-Hessische Krieg endet. Mit einem Friedensschluss in Frankfurt am Main wird ein zwei Jahrhunderte währender Konflikt um die territoriale Vorherrschaft in Hessen zwischen Kurmainz und den Landgrafen von Hessen beigelegt.

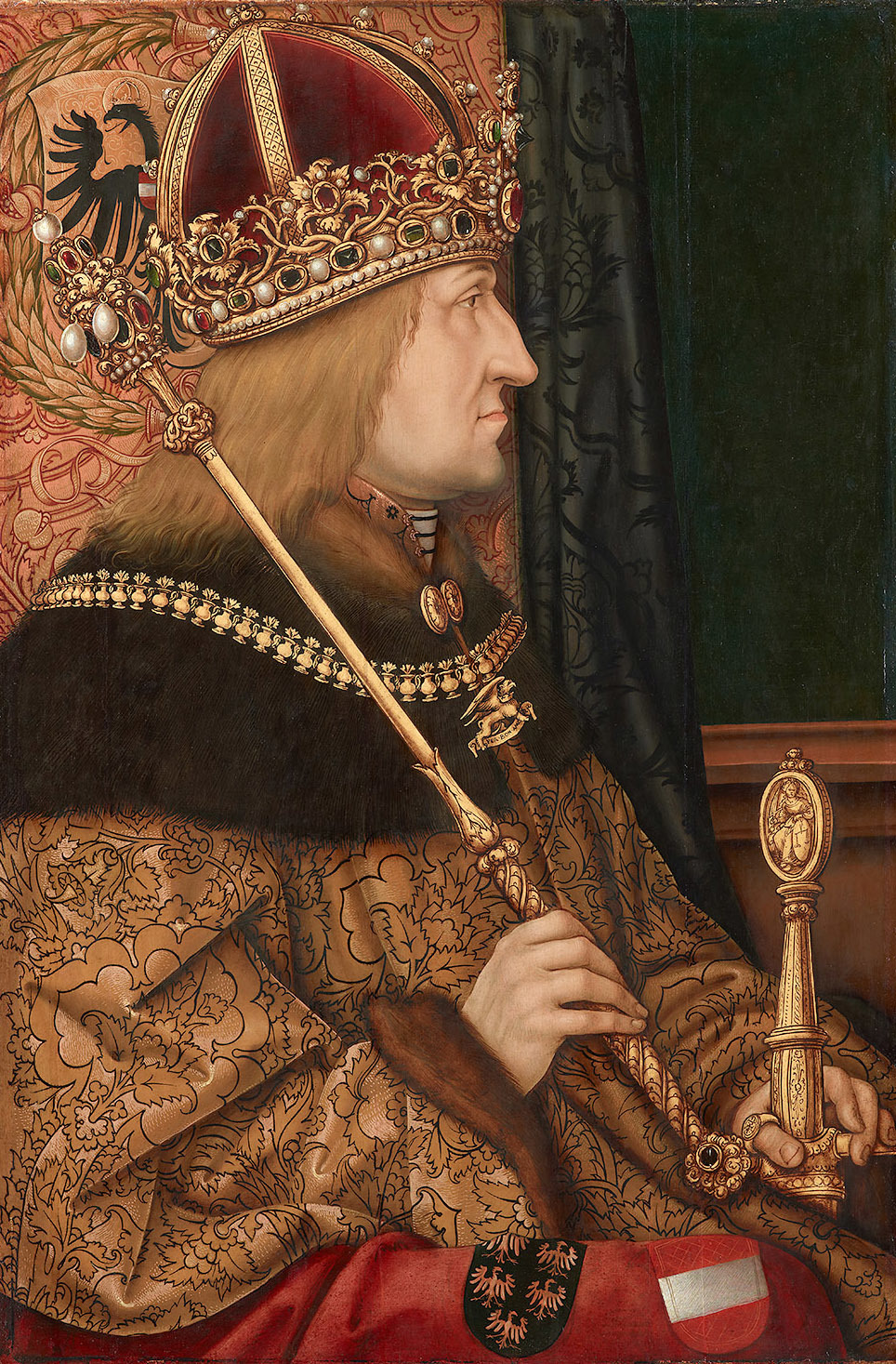
1476: Friedrich III.

- 1476: Kaiser Friedrich III. verbündet sich mit Vladislav II. von Böhmen und erkennt ihn als böhmischen König an. Der Pakt ist gegen den böhmischen Gegenkönig Matthias Corvinus und rebellierende österreichische Adelige gerichtet.
- 1626: Der habsburgische Erzherzog Ferdinand III. wird zum König von Ungarn gekrönt.
- 1818: Nach dem Tod von Großherzog Karl Ludwig Friedrich übernimmt sein Onkel Ludwig I. die Regentschaft im Großherzogtum Baden.
- 1861: Nachdem Mexiko die Rückzahlung seiner Auslandsschulden eingestellt hat, landen spanische Truppen als erstes Expeditionskorps in Veracruz. Die europäischen Gläubigerstaaten wollen mit militärischen Mitteln eine Fortsetzung der Zahlungen erzwingen. Unter den verbündeten Großmächten Frankreich, Großbritannien und Spanien verfolgt Kaiser Napoleon III. eigene Pläne, die eine französische Intervention in Mexiko einschließen.
- 1861: Alexandru Ioan Cuza proklamiert die Bildung des Staates Rumänien aus den Donaufürstentümern Moldau und Walachei. Das Land befindet sich jedoch immer noch unter nomineller Oberhoheit des Osmanischen Reiches.
- 1907: Nach dem Tod von König Oskar II. wird Gustav V. neuer Herrscher auf dem schwedischen Thron.
- 1912: Im deutschen Kriegsrat vom 8. Dezember 1912 wird der als unvermeidlich angesehene Krieg gegen Frankreich, England und Russland um 18 Monate aufgeschoben.
- 1914: Im Seegefecht bei den Falklandinseln wird das deutsche Ostasiengeschwader unter Maximilian Graf von Spee im Ersten Weltkrieg von den Briten nahezu vollständig vernichtet.
- 1917: Nach dem Putsch vom 5. Dezember in Portugal verlässt Ministerpräsident Afonso Costa das Land und geht nach Frankreich ins Exil. Sidónio Pais wird neuer Regierungschef.

1919: Verlauf der Curzon-Linie (blau)

- 1919: Die Curzon-Linie entsteht in Paris als Vorschlag für die polnisch-russische Demarkationslinie.
- 1940: Die Operation Compass, eine Aktion der Alliierten im Zweiten Weltkrieg gegen die vorrückenden italienischen Truppen in Nordafrika, beginnt.
- 1941: Einen Tag nach dem Angriff auf Pearl Harbor erklären die USA Japan den Krieg. Japan eröffnet seinerseits im Pazifikkrieg eine großangelegte Offensive in Südostasien: Mit dem Kampf um Prachuap Khiri Khan beginnt die Invasion Thailands und auch die britische Kronkolonie Hongkong wird angegriffen. Als weitere Folge der japanischen Expansionspolitik beginnt die Schlacht um die Philippinen, die bis zum 9. Juni 1942 dauern wird.
- 1941: Im Vernichtungslager Kulmhof beginnt im Rahmen der „Endlösung der Judenfrage“ die Ermordung der europäischen Juden.

1955: Europaflagge

- 1955: Der Europarat beschließt sein Emblem: eine blaue Fahne mit zwölf goldenen Sternen.
- 1971: Nach einem „Teach-in“ zum Tod des „Stadtguerilleros“ Georg von Rauch mit einem Konzert von Ton Steine Scherben wird das Bethanien in Berlin besetzt und von den Besetzern in Georg-von-Rauch-Haus umbenannt. Das Ereignis findet sich im Rauch-Haus-Song der Band.
- 1974: In einem Referendum entscheiden sich in Griechenland nahezu 70 Prozent der Wähler für das Abschaffen der konstitutionellen Monarchie zu Gunsten der Staatsform einer Republik.
- 1982: In Fort Zeelandia in Suriname werden 15 Oppositionelle auf Veranlassung des Militärregimes unter Desi Bouterse erschossen.
- 1984: In Österreich beginnen Umweltaktivisten mit der Besetzung der Hainburger Au, um deren Zerstörung durch ein geplantes Wasserkraftwerk zu verhindern.
- 1985: In Dhaka wird die „Südasiatische Vereinigung für Regionale Zusammenarbeit“ SAARC gegründet.
- 1986: Australien unterzeichnet den Vertrag von Rarotonga, womit der Südpazifik zur atomwaffenfreien Zone wird.
- 1987: Die erste palästinensische Intifada gegen Israel beginnt mit zivilem Ungehorsam, dem aber Gewaltakte nachfolgen.
- 1987: Michail Gorbatschow und Ronald Reagan unterzeichnen den INF-Vertrag über den vollständigen Abbau aller nuklearen Mittelstreckenwaffen.

1991: Flagge der GUS

- 1991: Die Staatsoberhäupter von Russland, Belarus und der Ukraine beschließen das offizielle Ende der Sowjetunion und gründen die Gemeinschaft Unabhängiger Staaten (GUS).
- 1994: Äthiopien erhält eine neue Verfassung, die u. a. den neun Regionen das Recht zur Unabhängigkeit einräumt.
- 1994: In Namibia erringt die SWAPO bei den Parlamentswahlen 53 von 72 Sitzen.
- 2003: Simbabwe tritt aus dem Commonwealth of Nations aus, nachdem die internationale Kritik an der Politik Robert Mugabes zu heftig geworden ist.
- 2004: Mit der Erklärung von Cuzco wird die Südamerikanische Staatengemeinschaft gegründet, die eine Einigung des Kontinents nach dem Vorbild der EU herbeiführen soll.
- 2004: Dimebag Darrell, Gitarrist der amerikanischen Band Damageplan, und vier weitere Personen werden bei einem Konzert in Columbus, Ohio von einem Amokläufer erschossen.

2005: Roter Kristall

- 2005: Der Rote Kristall wird als neues Symbol der Internationalen Rotkreuz- und Rothalbmond-Bewegung angenommen.
- 2009: Eine Anschlagserie auf öffentliche Gebäude in Bagdad kostet 127 Menschen das Leben, Hunderte werden verletzt.
- 2021: Olaf Scholz wird zum deutschen Bundeskanzler gewählt.

### Wirtschaft
- 1886: Samuel Gompers gründet in Columbus (Ohio) die American Federation of Labor, einen der ersten Gewerkschaftsverbände in den USA.
- 1921: Eine Anzeige mit dem Slogan „One Look is Worth A Thousand Words“ in der Fachzeitschrift Printers' Ink entwickelt sich hinterher zum Sprichwort Ein Bild sagt mehr als tausend Worte.
- 1939: Rudolf Heß weiht den Adolf-Hitler-Kanal bei Gleiwitz ein und führt den ersten Spatenstich für den geplanten Donau-Oder-Kanal aus.
- 1997: Die Union de Banques Suisses und der Schweizerische Bankverein kündigen ihre Fusion an, aus der die UBS AG entstehen wird.
- 2006: Die Spielkonsole Wii von Nintendo wird in Europa veröffentlicht. Aufgrund des neuartigen Controllers gewinnt sie rasch an Popularität und erreicht sehr hohe Verkaufszahlen.

### Wissenschaft und Technik
- 1609: Die Mailänder Biblioteca Ambrosiana öffnet als zweite Bibliothek in Europa nach der Oxforder Bodleian Library ihren Leseraum für das Publikum.
- 1834: John Herschel entdeckt im Sternbild Fliegender Fisch die 50 Millionen Lichtjahre entfernte Balkenspiralgalaxie NGC 2442.

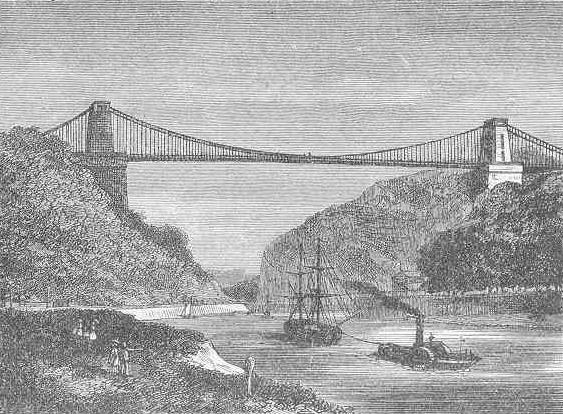
1864: Clifton Suspension Bridge

- 1864: Die von Isambard Kingdom Brunel konzipierte Clifton Suspension Bridge über den Avon bei Bristol wird eingeweiht.
- 1931: Die Elektrotechniker Lloyd Espenschied und Herman A. Affel erhalten ein US-Patent über das von ihnen erfundene Koaxialkabel, das sie am 23. Mai 1929 beantragt haben.
- 1938: In Kiel geht der Stapellauf des einzigen deutschen Flugzeugträgers vor sich. Die Graf Zeppelin wird aber später nicht mehr fertiggestellt.
- 1951: Mit einem Staatsakt wird die Bauakademie der DDR eröffnet.

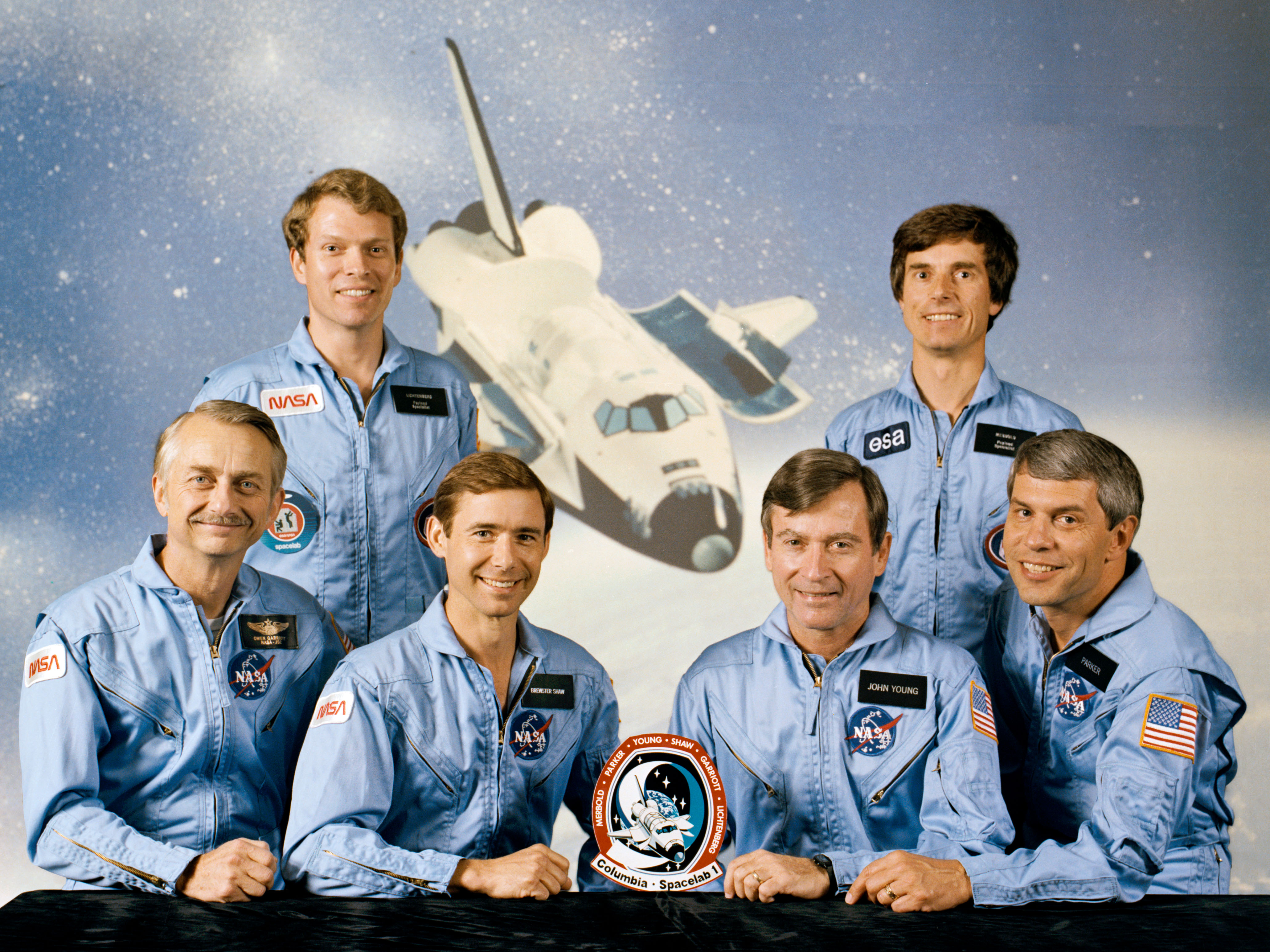
1983: Die Crew der Raummission STS-9

- 1983: Die Raummission STS-9 endet mit der Landung der Raumfähre Columbia auf der Erde. An Bord befinden sich John Watts Young, der erste Mensch mit sechs vollendeten Raumflügen, sowie Ulf Merbold, der erste bundesdeutsche Raumfahrer.
- 1994: Einem Forscherteam bei der Gesellschaft für Schwerionenforschung in Darmstadt gelingt die Herstellung des künstlichen chemischen Elements mit der Ordnungszahl 111, das später den Namen Roentgenium erhalten wird.
- 1996: Die erste (englischsprachige) Version 2.10 des Webbrowsers Opera erscheint als Vollversion.
- 2000: Die NASA stellt Kontakt zu ihrer Raumsonde Pioneer 6 her. Fast 35 Jahre nach dem Start stellt das einen Rekord in der Lebensdauer dar.

### Kultur

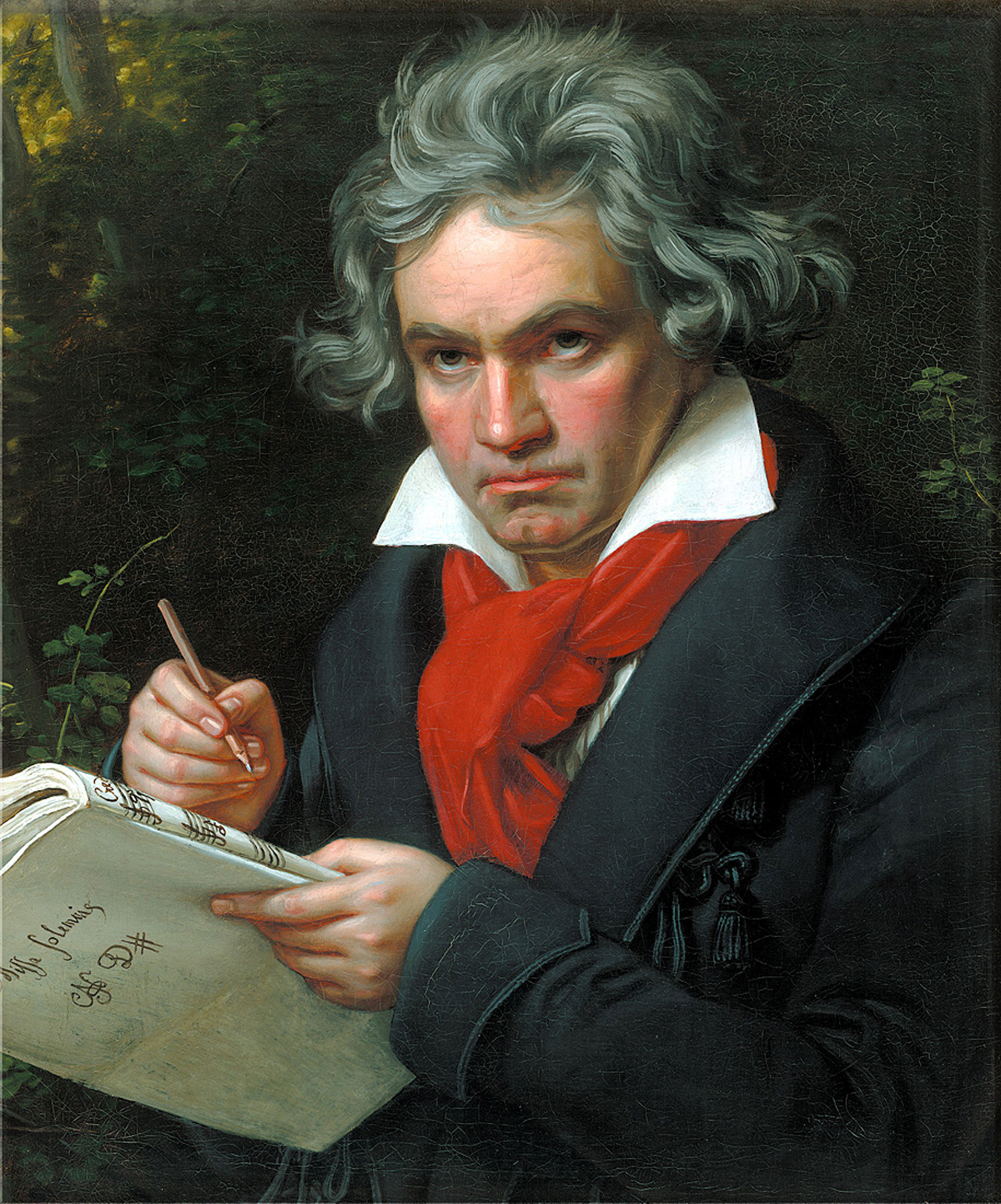
1813: Ludwig van Beethoven

- 1813: In Wien dirigiert Ludwig van Beethoven die Uraufführung seiner 7. Sinfonie.
- 1849: Die Oper Luisa Miller von Giuseppe Verdi mit dem Libretto von Salvatore Cammarano nach dem Trauerspiel Kabale und Liebe von Friedrich Schiller wird am Teatro San Carlo in Neapel uraufgeführt.
- 1852: Das Lustspiel Die Journalisten, von Gustav Freytag, wird in Breslau uraufgeführt.
- 1877: In Leipzig findet die Uraufführung der Oper Heinrich der Löwe von Edmund Kretschmer statt.
- 1906: An der Hofoper in Dresden erfolgt die Uraufführung der Oper Moloch von Max von Schillings.
- 1915: Im Satiremagazin Punch wird John McCraes Gedicht In Flanders Fields zum Ersten Weltkrieg veröffentlicht.
- 1918: Die in der Monarchie in Österreich seit 1795 verbotenen Freimaurer gründen die Großloge von Wien.
- 1923: Die Uraufführung von Bertolt Brechts Stück Baal am Leipziger Alten Theater löst einen Skandal aus. Das Drama wird auf Drängen des Oberbürgermeisters abgesetzt.
- 1926: In Chicago findet die Uraufführung der Oper A Witch of Salem von Charles Wakefield Cadman statt.
- 1931: In London wird die Oper The Christmas Rose von Frank Bridge uraufgeführt.
- 1957: Billie Holiday singt – begleitet von Lester Young – den Titel Fine and Mellow in der TV-Sendung The Sound of Jazz.
- 1976: Das Album Hotel California der Eagles erscheint in den USA. Es avanciert zum meistverkauften Studioalbum der Rockband.
- 1985: Die erste Folge der deutschen Fernsehserie Lindenstraße wird ausgestrahlt.
- 1995: Die Fossilfundstelle Grube Messel wird, als erste Naturerbestätte Deutschlands, in die Liste des Weltkultur- und Naturerbes der Menschheit aufgenommen.

### Gesellschaft
- 1980: Bei seiner Rückkehr aus dem Tonstudio Record Plant wird John Lennon vor dem New Yorker Dakota-Building von Mark David Chapman erschossen.
- 2022: Der in den USA zu einer 25-jährigen Freiheitsstrafe verurteilte als „Händler des Todes“ bezeichnete russische Waffenhändler Wiktor But wird gegen die US-amerikanische Basketballspielerin Brittney Griner ausgetauscht.

### Religion
- 1322: Mit der Päpstlichen Bulle Ad conditorem canonum greift Papst Johannes XXII. neuerlich in den Armutsstreit im Franziskanerorden ein. Mit ihr wird die Regelung des Güterbesitzes von der Kirche auf die Ordensgemeinschaft übertragen, womit der Konflikt sich ausweitet.
- 1661: Mit der Enzyklika Sollicitudo omnium ecclesiarum stößt Papst Alexander VII. die innerkirchliche Diskussion um die Unbefleckte Empfängnis der Mutter Gottes an.
- 1849: In der Enzyklika Nostis et nobiscum geht Papst Pius IX. auf Entwicklungen in Italien ein und wendet sich gegen die Theorien des Sozialismus und des Kommunismus.
- 1854: Papst Pius IX. verkündet mit seinem Schreiben Ineffabilis Deus das Dogma der Unbefleckten Empfängnis.
- 1864: Papst Pius IX. veröffentlicht die Enzyklika Quanta Cura, in der er die Religionsfreiheit und die Trennung von Kirche und Staat verurteilt. Im Anhang Syllabus errorum zählt er eine Liste von 80 „Zeitirrtümern“ auf.

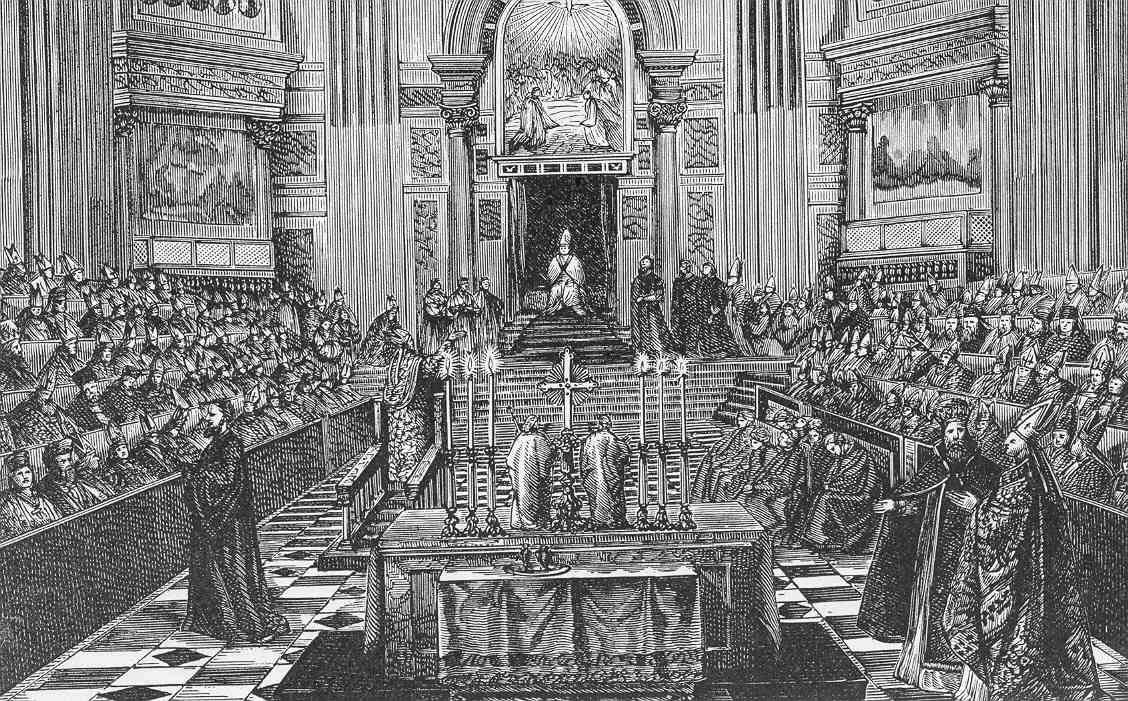
1869: Erstes Vatikanisches Konzil

- 1869: Das Erste Vatikanische Konzil wird feierlich eröffnet.
- 1882: In seiner Enzyklika Cum multa äußert sich Papst Leo XIII. über die Verhältnisse in Spanien, kritisiert die neue Verfassung und ruft in einer Exhortatio zur Einheit der katholischen Kirche auf.
- 1892: Papst Leo XIII. veröffentlicht gleich zwei Enzykliken an einem Tag. Sowohl in Custodi di quella fede als auch in Inimica vis wendet er sich gegen die Freimaurerei.
- 1897: In der Enzyklika Affari vos schaltet sich Papst Leo XIII. in die kanadischen Reformen im Bildungswesen ein und fordert die Beibehaltung der katholischen Schulen in Manitoba.
- 1965: Papst Paul VI. schließt das Zweite Vatikanische Konzil (21. Kirchenkonzil).
- 1975: Das Apostolische Schreiben Evangelii Nuntiandi wird veröffentlicht. Es befasst sich mit der Evangelisierung der Welt von heute. Papst Paul VI. verzichtet bewusst auf die Form der Enzyklika.

### Katastrophen
- 1794: Nur sechs Jahre nach dem ersten großen Brand zerstört ein neuerliches Großfeuer weite Teile von New Orleans.

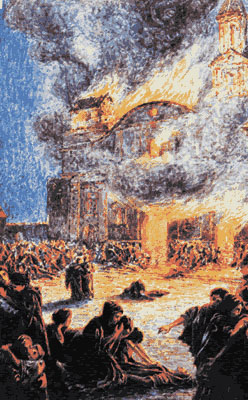
1863: Brand der Jesuitenkirche

- 1863: Ein Großfeuer in Santiago de Chile zerstört unter anderem die Jesuitenkirche Iglesia de la Compañía. Den mehr als 2.000 Opfern des Brandes errichtet man genau zehn Jahre später ein Denkmal.

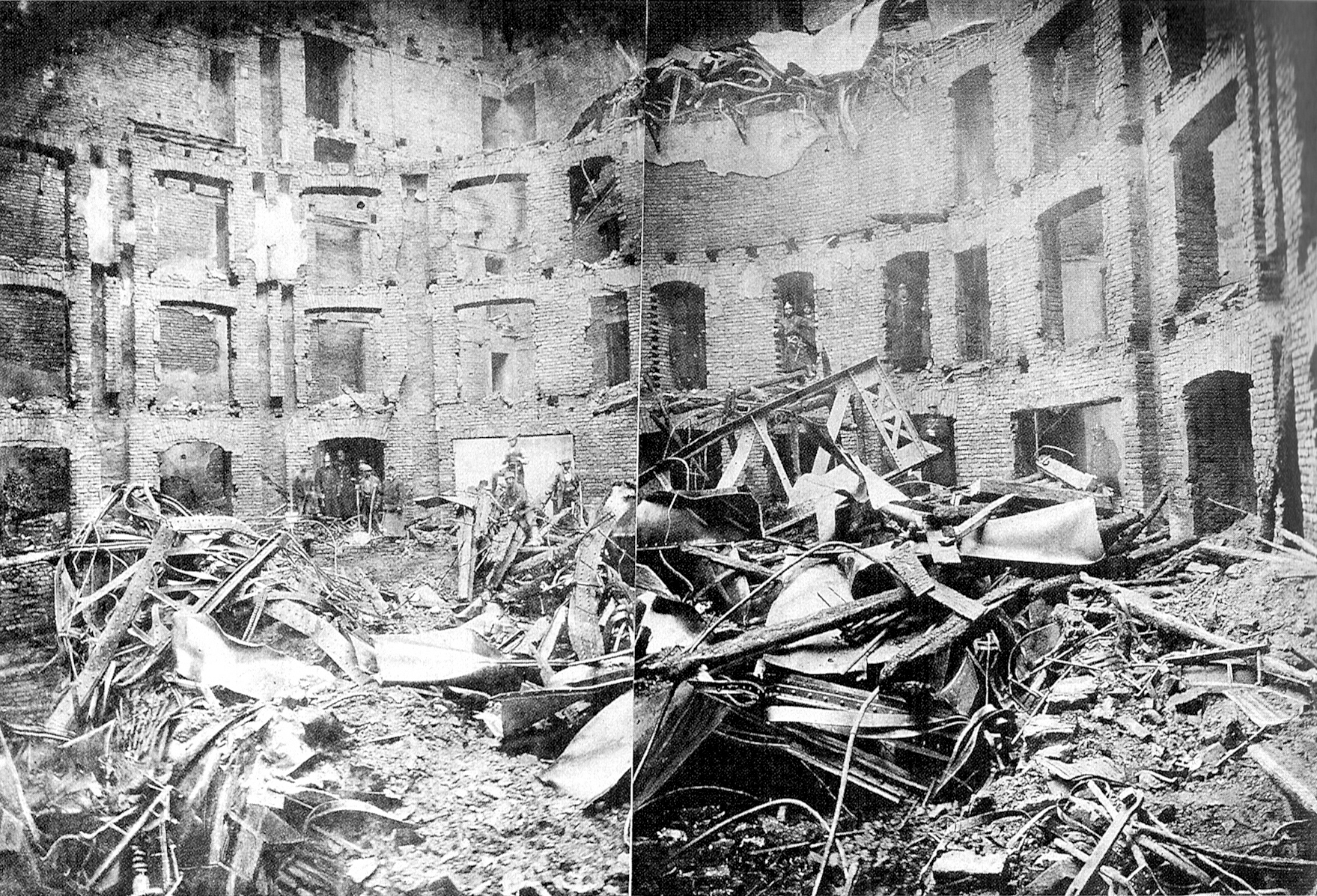
1881: Das abgebrannte Ringtheater

- 1881: Der verheerende Brand des Ringtheaters in Wien fordert mehrere Hundert Tote. Das Ereignis hat internationale Auswirkungen auf den vorbeugenden Brandschutz.
- 1896: Das Passagierschiff Salier des Norddeutschen Lloyd prallt vor Cabo Corrubedo (Nordspanien) im Sturm auf ein Riff und sinkt, alle 279 Menschen an Bord kommen um.
- 1966: Die Autofähre Iraklion geht in schwerer See auf ihrer Fahrt von Kreta nach Piräus unter und reißt dabei 241 Menschen in den Tod.

Kleinere Unglücksfälle sind in den Unterartikeln von Katastrophe und in der Liste von Katastrophen aufgeführt.

### Natur und Umwelt

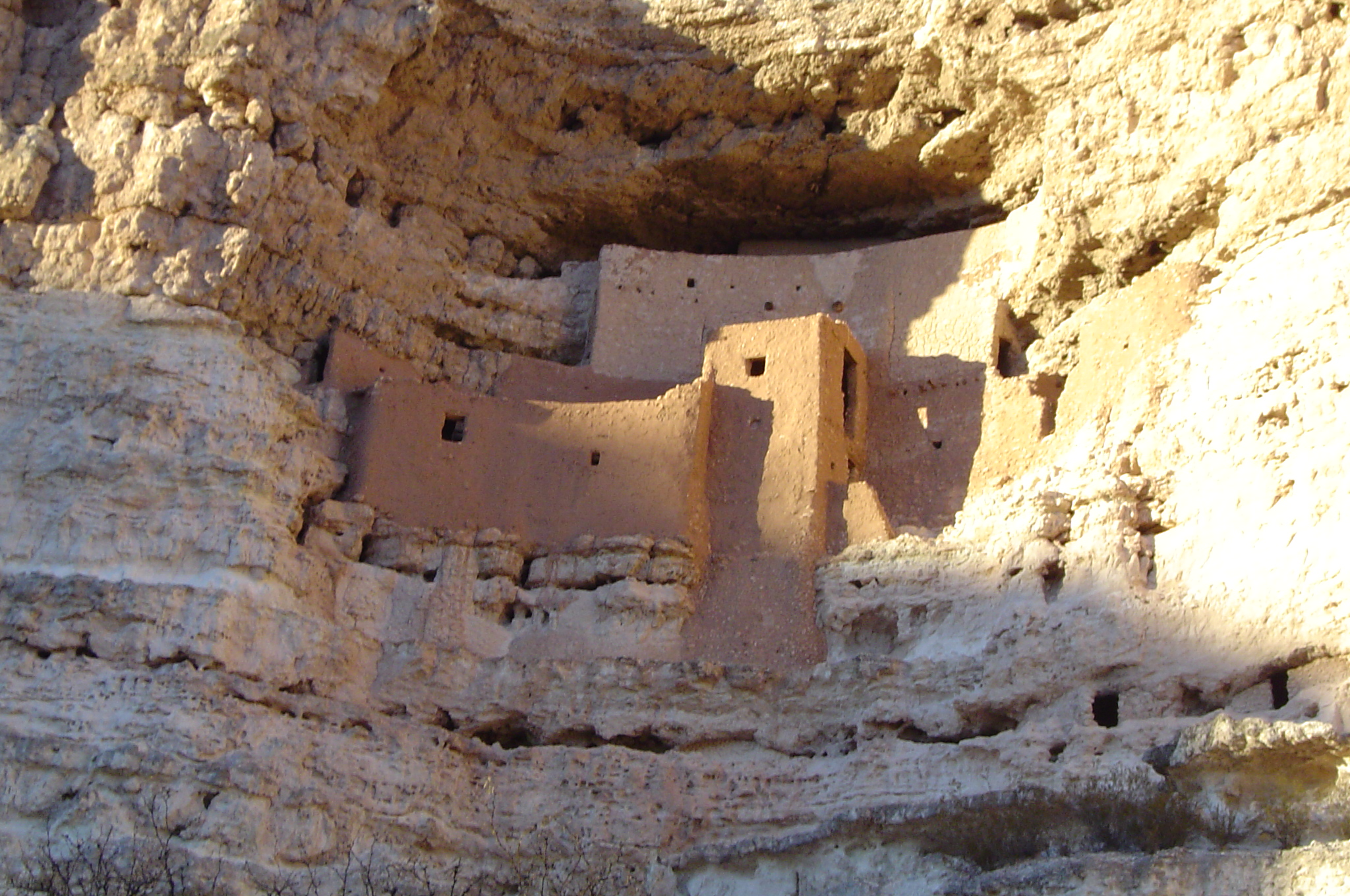
1906: Montezuma Castle

- 1906: Das Montezuma Castle in Arizona und der Inscription Rock in New Mexico werden zu National Monuments der USA erklärt.

### Sport
- 1908: In Belgien wird der Eishockeyverband Koninklijke Belgische IJshockey Federatie geschaffen.
- 1935: Mit dem Finale des Tschammerpokals findet in Deutschland erstmals ein Finale eines Pokalwettbewerbs für Fußballvereinsmannschaften statt.
- 1949: Fernando Teruzzi und Severine Rigoni gewinnen in Berlin das erste Sechs-Tage-Rennen seit dem Zweiten Weltkrieg.
- 1956: Mit der Schlussfeier enden die XVI. Olympischen Sommerspiele in Melbourne, Australien.

Einträge von Leichtathletik-Weltrekorden befinden sich unter der jeweiligen Disziplin unter Leichtathletik.

## Geboren

### Vor dem 18. Jahrhundert

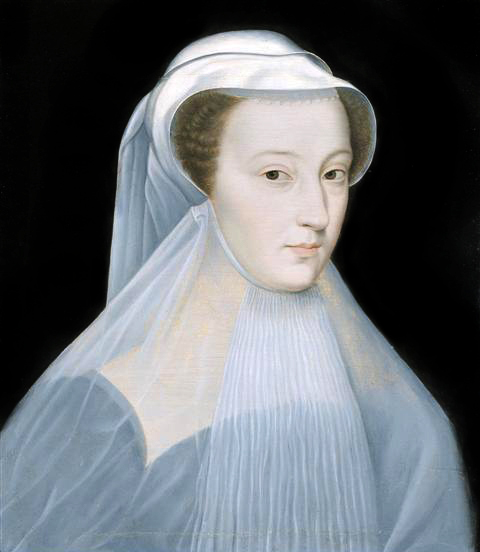
Maria Stuart (* 1542)

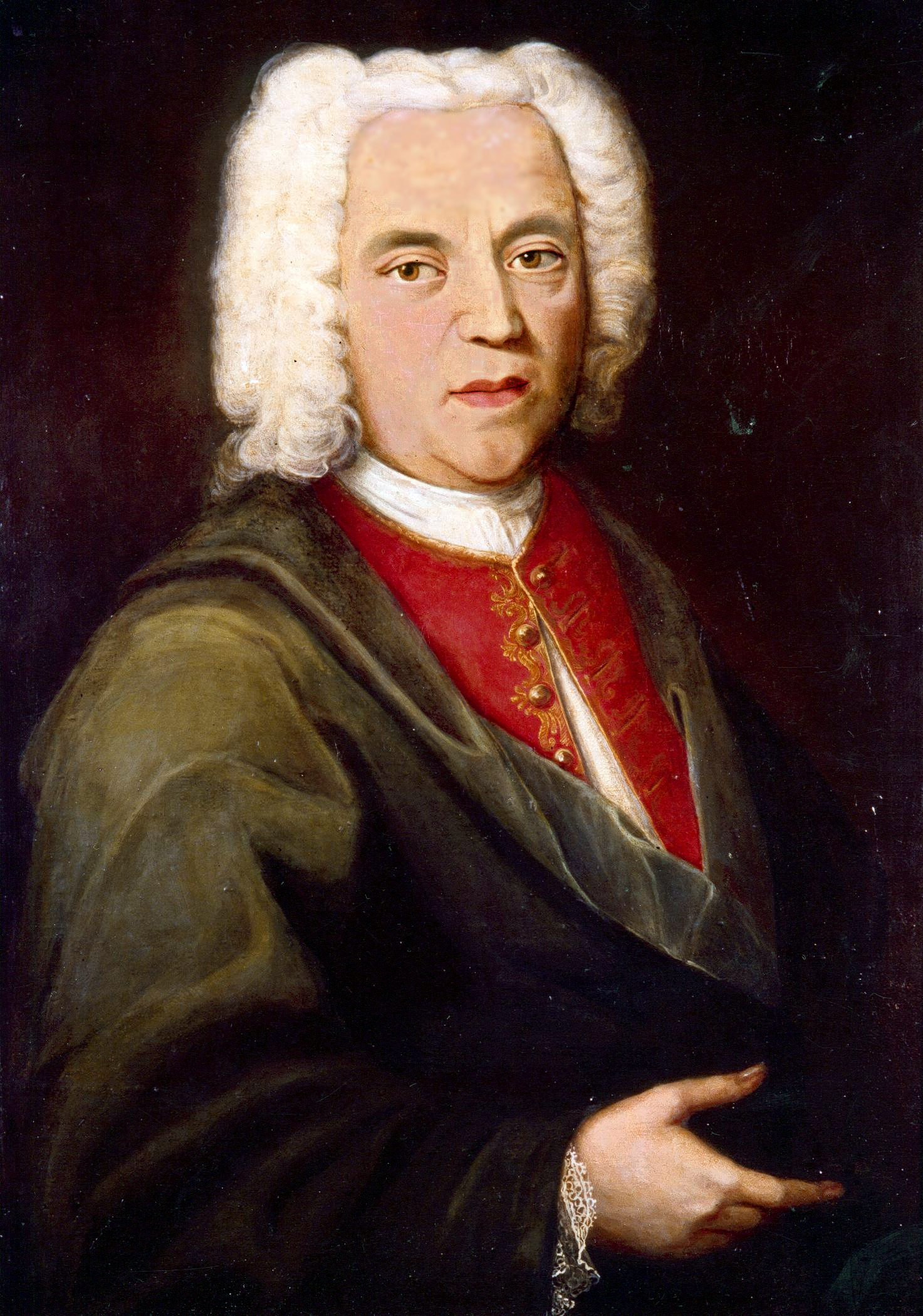
Johann Maria Farina (* 1685)

- 0065 v. Chr.: Horaz, römischer Dichter
- 1418: Jeonghui, Königin der Joseon-Dynastie in Korea
- 1499: Sebald Heyden, deutscher Kantor, Schulleiter und geistlicher Dichter
- 1506: Veit Dietrich, deutscher Autor, Theologe und Reformator
- 1540: Giovanni Vincenzo Gonzaga, Ritter des Malteserordens und Kardinal
- 1542: Maria Stuart, schottische Königin
- 1576: Johannes Kromayer, deutscher lutherischer Theologe und Schulreformator Thüringens im Zeitalter der lutherischen Orthodoxie
- 1623: Ernst I., Landgraf von Hessen-Rheinfels-Rotenburg
- 1642: Johann Christoph Bach, deutscher Komponist
- 1685: Johann Maria Farina, italienischer Parfumeur
- 1699: Maria Josepha von Österreich, Erzherzogin von Österreich, als Ehefrau Augusts III. Kurfürstin von Sachsen und Königin von Polen
- 1700: Jeremias Friedrich Reuß, deutscher Theologe

### 18. Jahrhundert

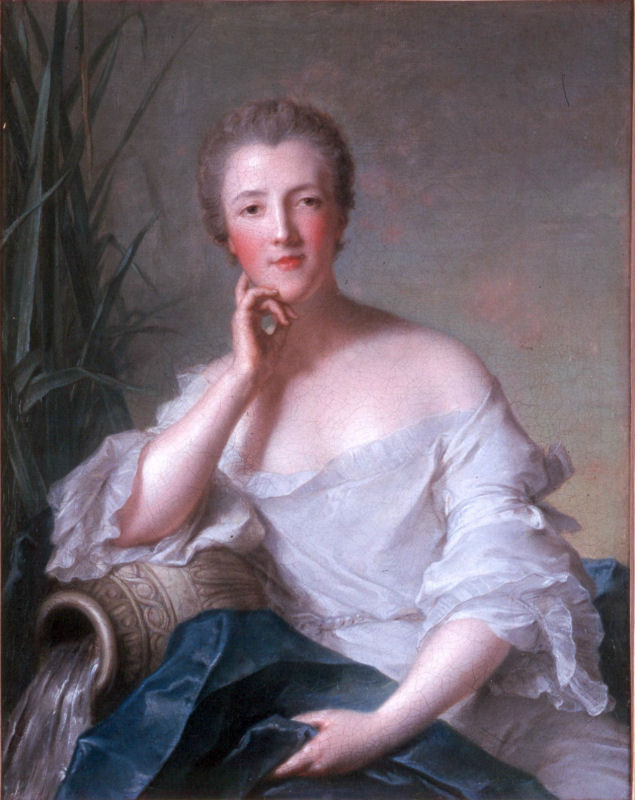
Marie Françoise Catherine de Beauvau (* 1711)

- 1708: Franz I. Stephan, Kaiser des Heiligen Römischen Reiches Deutscher Nation
- 1708: Friedrich von Dönhoff, preußischer Oberst, Kammerherr und Ritter des Ordens Pour le Mérite
- 1708: Charles Hanbury Williams, britischer Diplomat, Schriftsteller und Satiriker
- 1711: Marie Françoise Catherine de Beauvau-Craon, französische Mätresse
- 1723: Paul Henri Thiry d’Holbach, Mitarbeiter an der Encyclopédie
- 1727: Joseph Maria Schneidt, deutscher Jurist, Hochschullehrer und Historiker
- 1728: Johann Georg Zimmermann, Schweizer Arzt, Gelehrter, Philosoph und Schriftsteller
- 1730: Johann Hedwig, deutscher Arzt und Botaniker
- 1730: Jan Ingenhousz, niederländischer Arzt und Botaniker
- 1731: Franz Xaver Duschek, böhmischer Komponist (Taufdatum)
- 1736: Johann Heinrich von Günther, preußischer Offizier, Militärgouverneur von Neuostpreußen
- 1738: Isaac Motte, US-amerikanischer Politiker, Mitglied des Kontinentalkongresses
- 1741: Marie-Elisabeth Colomb, preußische hugenottische Kaufmannstochter, Mutter von Wilhelm und Alexander von Humboldt
- 1742: Jean Mathieu Philibert Sérurier, französischer Offizier, Marschall und Pair von Frankreich
- 1749: Peder Anker, norwegischer Gutsbesitzer und Staatsmann, Minister
- 1751: Heinrich Friedrich Füger, deutscher Maler
- 1754: Michael Weber, deutscher Theologe
- 1756: Jacob Georg Christian Adler, dänisch-deutscher evangelischer Theologe, Pädagoge und Orientalist
- 1756: François-Antoine Boissy d’Anglas, französischer Politiker, Präsident des Nationalkonvents und des Rates der 500
- 1756: Maximilian Franz von Österreich, österreichischer Erzherzog und Geistlicher, Hochmeister des Deutschen Ordens, Erzbischof von Köln und Bischof von Münster
- 1759: Gotthelf Ehrenfried Richter, preußischer Gutsbesitzer und Beamter
- 1761: Antoine Louis Decrest de Saint-Germain, französischer General
- 1764: Ignác Held, böhmischer Komponist
- 1764: Hans zu Rantzau, dänischer Generalkriegskommissar
- 1764: Johann Diederich Otto Zylius, deutscher Hauslehrer und physikalischer Privatgelehrter
- 1765: Friedrich von Schlichtegroll, deutscher Mozart-Biograph, Philologe, Numismatiker und Archäologe
- 1765: Eli Whitney, US-amerikanischer Erfinder und Fabrikant
- 1782: Johann Jakob Sulzer, Schweizer Glockengießer und Unternehmer
- 1784: Heinrich LXI., Graf und Erbprinz Reuß zu Köstritz
- 1786: Joseph Naudet, französischer Philologe, Historiker und Bibliothekar
- 1787: Christian Gotthold Engelmann, deutscher Apotheker und Chemiefabrikant
- 1789: József Hild, ungarischer Architekt
- 1795: Jacques François Gallay, französischer Hornist
- 1796: Ferdinand Wolf, österreichischer Romanist
- 1797: Friedrich zur Lippe, lippischer Thronfolger und Offizier

### 19. Jahrhundert

#### 1801–1850
- 1801ː Maria Josefa Carmela von Spanien, Prinzessin von Neapel und Sizilien, Infantin von Spanien
- 1804: Samson Vuilleumier, Schweizer evangelischer Geistlicher und Hochschullehrer
- 1808: Thomas Lilbourne Anderson, US-amerikanischer Politiker
- 1810: Conrad Kreuzer, österreichischer Zeichner und Landschaftsmaler
- 1811ː Viktorine von Butler-Haimhausen, deutsche Sozialreformerin, Philanthropin und Schriftstellerin
- 1811: Louis Schindelmeisser, deutscher Dirigent und Komponist
- 1813: Jacob Georg Agardh, schwedischer Botaniker
- 1813: Adolph Kolping, deutscher Priester und Sozialpolitiker
- 1815: Adolph Menzel, deutscher Maler, Zeichner und Illustrator
- 1818: Charles III., Fürst von Monaco
- 1820: Rochus von Liliencron, deutscher Germanist und Musikhistoriker
- 1826: Friedrich Siemens, deutscher Industrieller
- 1830: William P. Kellogg, US-amerikanischer Politiker
- 1831: Anton Spitalsky, österreichischer Industrieller

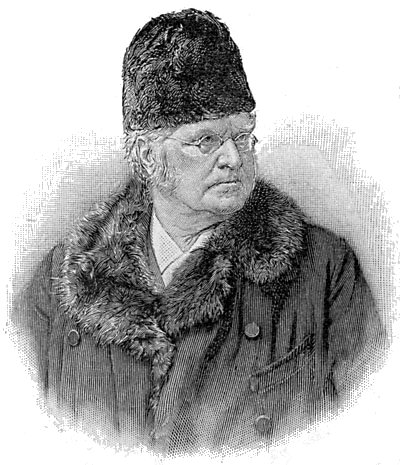
Björnstjerne Björnson (* 1832)

- 1832: Bjørnstjerne Bjørnson, norwegischer Erzähler und Dramatiker
- 1832: Wilhelm Anton Riedemann, deutscher Kaufmann und Unternehmer
- 1843: Teodoro Anastasia, Schweizer Ingenieur und Architekt
- 1845: Herbert Allen Gines, britischer Sinologe
- 1846ː Minna Borée, deutsche Opernsängerin
- 1847: Carl Weitbrecht, deutscher Dichter und Literaturhistoriker
- 1848: Joel Chandler Harris, US-amerikanischer Journalist und Schriftsteller
- 1850: Anton Opfergelt, deutscher Jurist und Politiker, MdR

#### 1851–1900

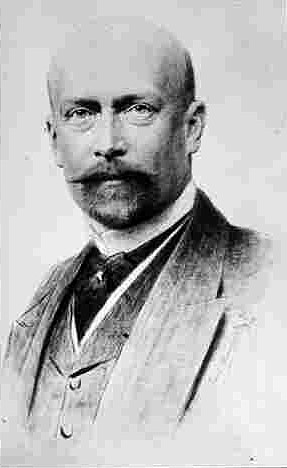
Johann Albrecht (* 1857)
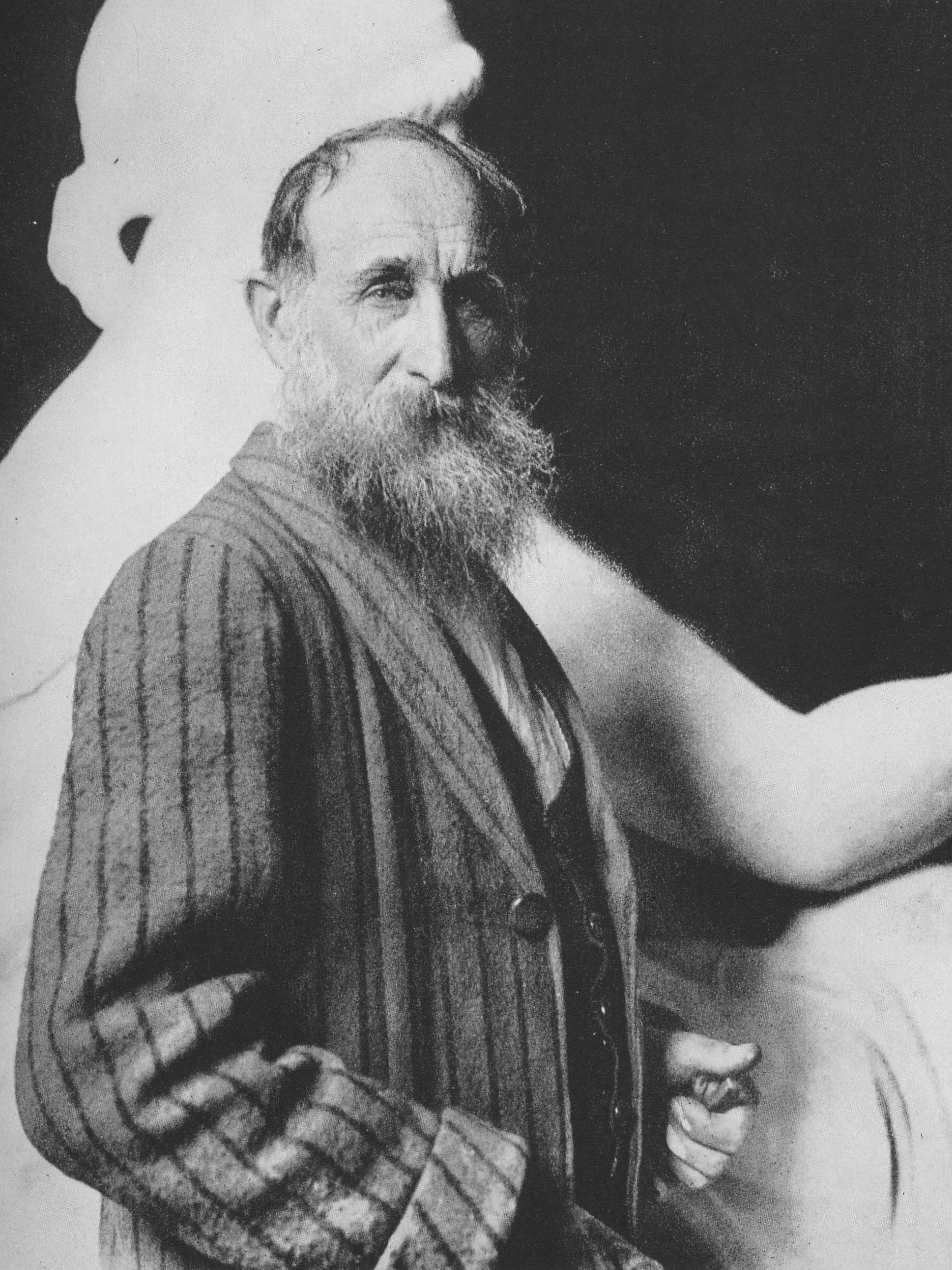
Aristide Maillol (* 1861)
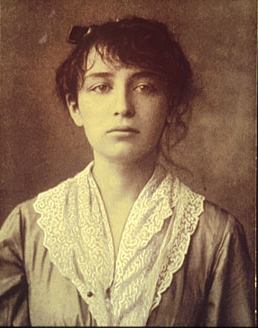
Camille Claudel (* 1864)
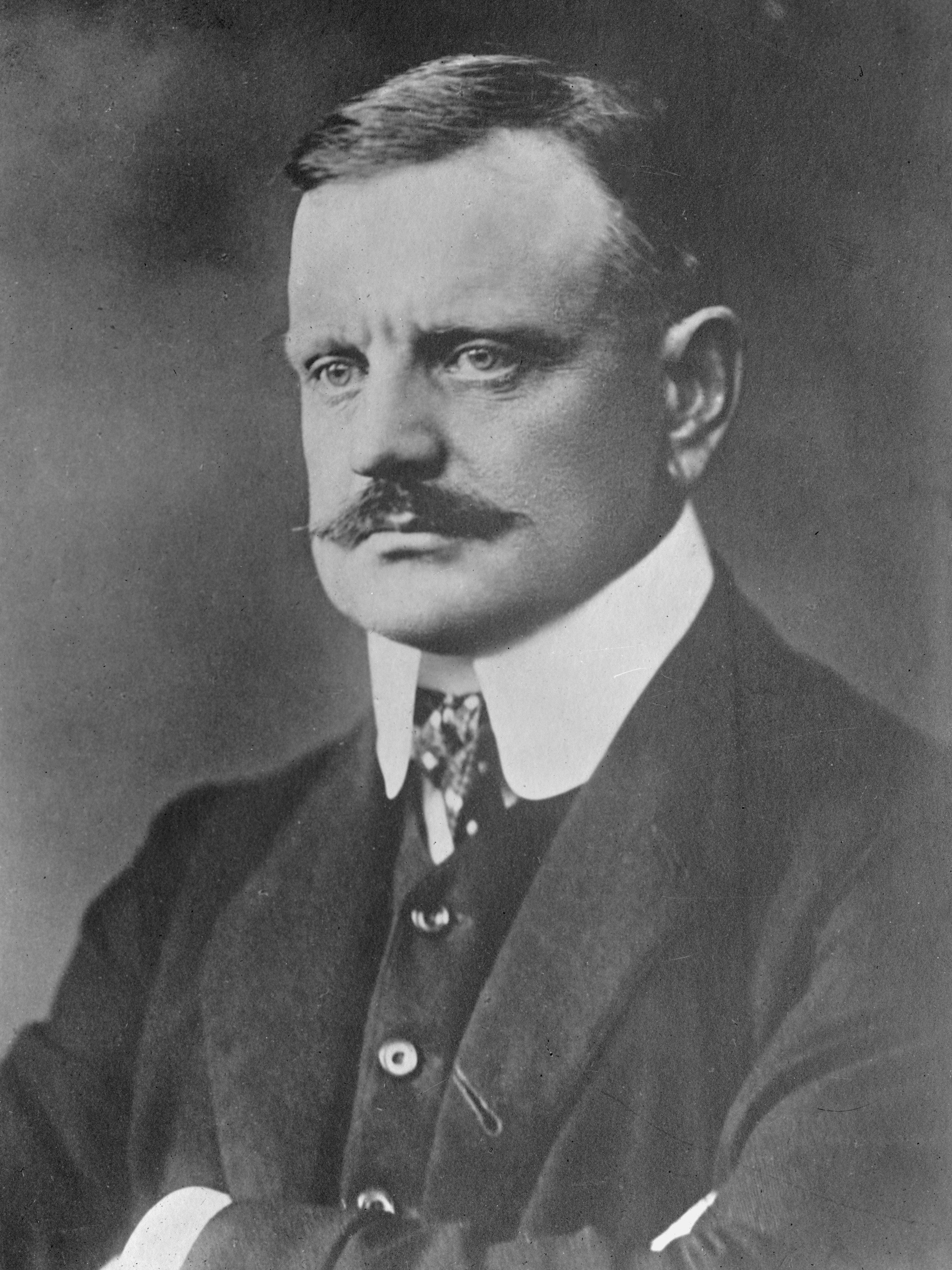
Jean Sibelius (* 1865)
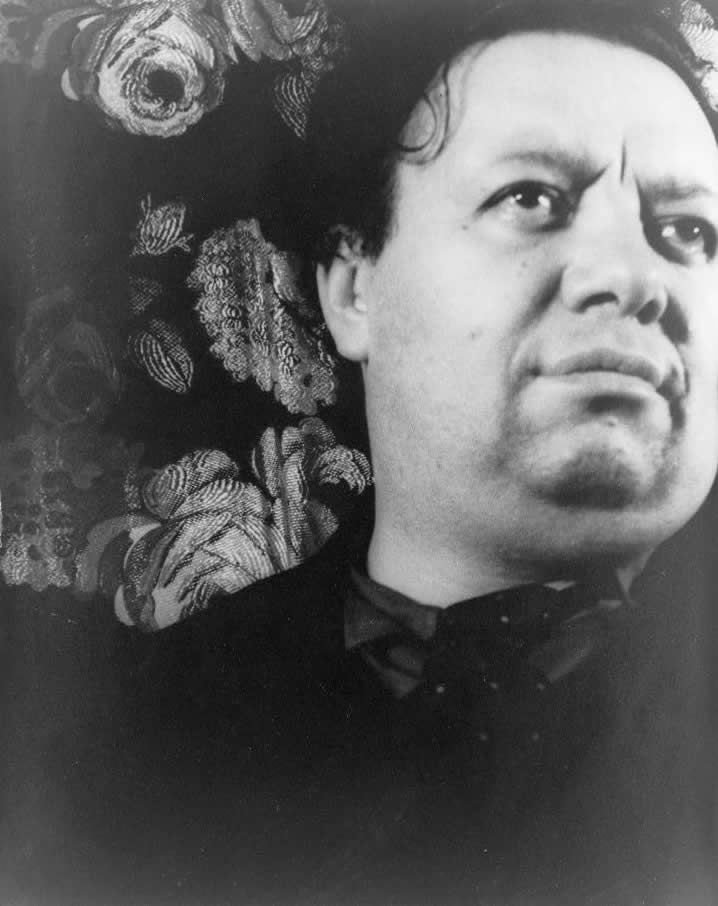
Diego Rivera (* 1886)

- 1855: Virginio Arias, chilenischer Bildhauer
- 1855: Wladimir Giljarowski, russischer Publizist und Schriftsteller
- 1855: Heinrich XXIV. Reuß zu Köstritz, deutscher Komponist und Paragiatsherr von Reuß-Köstritz
- 1857: Johann Albrecht zu Mecklenburg, deutscher Adliger und Kolonialpolitiker, Regent von Mecklenburg-Schwerin und Braunschweig, Präsident der Deutschen Kolonialgesellschaft
- 1861: William Durant, US-amerikanischer Automobil-Pionier
- 1861: Aristide Maillol, französischer Bildhauer, Maler und Grafiker
- 1861: Rosa Krüger, deutsche Blumen- und Interieurmalerin
- 1861: Georges Méliès, französischer Filmregisseur
- 1862: Georges Feydeau, französischer Dramatiker
- 1863: Georg Kleemann, deutscher Schmuckdesigner
- 1864: Camille Claudel, französische Bildhauerin
- 1865: Jacques Salomon Hadamard, französischer Mathematiker
- 1865: Jean Sibelius, finnischer Komponist
- 1868: Giacomo Setaccioli, italienischer Komponist
- 1873: Anton Afritsch, österreichischer Journalist und Kommunalpolitiker
- 1873: Quincas Laranjeiras, brasilianischer Gitarrist und Komponist
- 1873: John Duncan MacLean, kanadischer Politiker, Premierminister von British Columbia
- 1874: Oscar Louis Auf der Heide, US-amerikanischer Politiker, Mitglied des Repräsentantenhauses
- 1876ː Marija Kruschelnyzka, ukrainische Schauspielerin
- 1877: Julius Keyl, deutscher Leichtathlet, Fußballspieler und -funktionär
- 1877: Paul Ladmirault, französischer Komponist
- 1878: Hansi Arnstaedt, deutsche Theater- und Filmschauspielerin
- 1878: Eugene Cook Bingham, US-amerikanischer Chemiker, Pionier der modernen Rheologie
- 1878: Pauline Rebour, französische Feministin
- 1880: Johannes Aavik, estnischer Sprachwissenschaftler und Schriftsteller
- 1882: Manuel María Ponce, mexikanischer Komponist
- 1883: Franz Nachtmann, deutscher Bildhauer
- 1884: Ricardo Margarit, spanischer Ruderer
- 1886: Diego Rivera, mexikanischer Maler der Moderne, Ehemann von Frida Kahlo
- 1887: Vicente Emilio Sojo, venezolanischer Komponist
- 1889: Hervey Allen, US-amerikanischer Schriftsteller
- 1890: Bohuslav Martinů, tschechischer Komponist
- 1891: John Langenus, belgischer Fußballschiedsrichter
- 1891: Albert Salomon, deutsch-amerikanischer Soziologe
- 1893: Karl Ausch, österreichischer Nationalökonom, Journalist und Funktionär
- 1894: Charles Amberg, deutscher Librettist, Schlagertexter und Komponist
- 1894: Elzie Segar, US-amerikanischer Comiczeichner, Erfinder der Figur Popeye
- 1894: James Thurber, US-amerikanischer Schriftsteller
- 1896: Christl Mardayn, österreichische Schauspielerin
- 1897: Paul Aebischer, Schweizer Romanist und Mediävist
- 1899: Maria Viktoria von Attems, österreichische Gastronomin
- 1900: Irene Lentz, US-amerikanische Kostümbildnerin

### 20. Jahrhundert

#### 1901–1925
- 1903: Adele Simpson, US-amerikanische Modeschöpferin
- 1903: Zoltán Székely, ungarischer Violinist und Komponist
- 1904: Christopher Addison, britischer Peer
- 1905: Alfred Balthoff, deutscher Schauspieler und Synchronsprecher
- 1905: Frank Faylen, US-amerikanischer Schauspieler
- 1905: Leni Junker, deutsche Sprinterin
- 1905: Ernst Hermann Meyer, deutscher Komponist, Musikwissenschaftler und Musiksoziologe
- 1906: Philipp Auerbach, deutscher Politiker und Staatskommissar für rassisch, religiös und politisch Verfolgte
- 1906: Edmond Kramer, Schweizer Fußballspieler
- 1906: Helene Michelson, estnische Eiskunstläuferin
- 1907: Artine Artinian, US-amerikanischer Romanist und Philanthrop

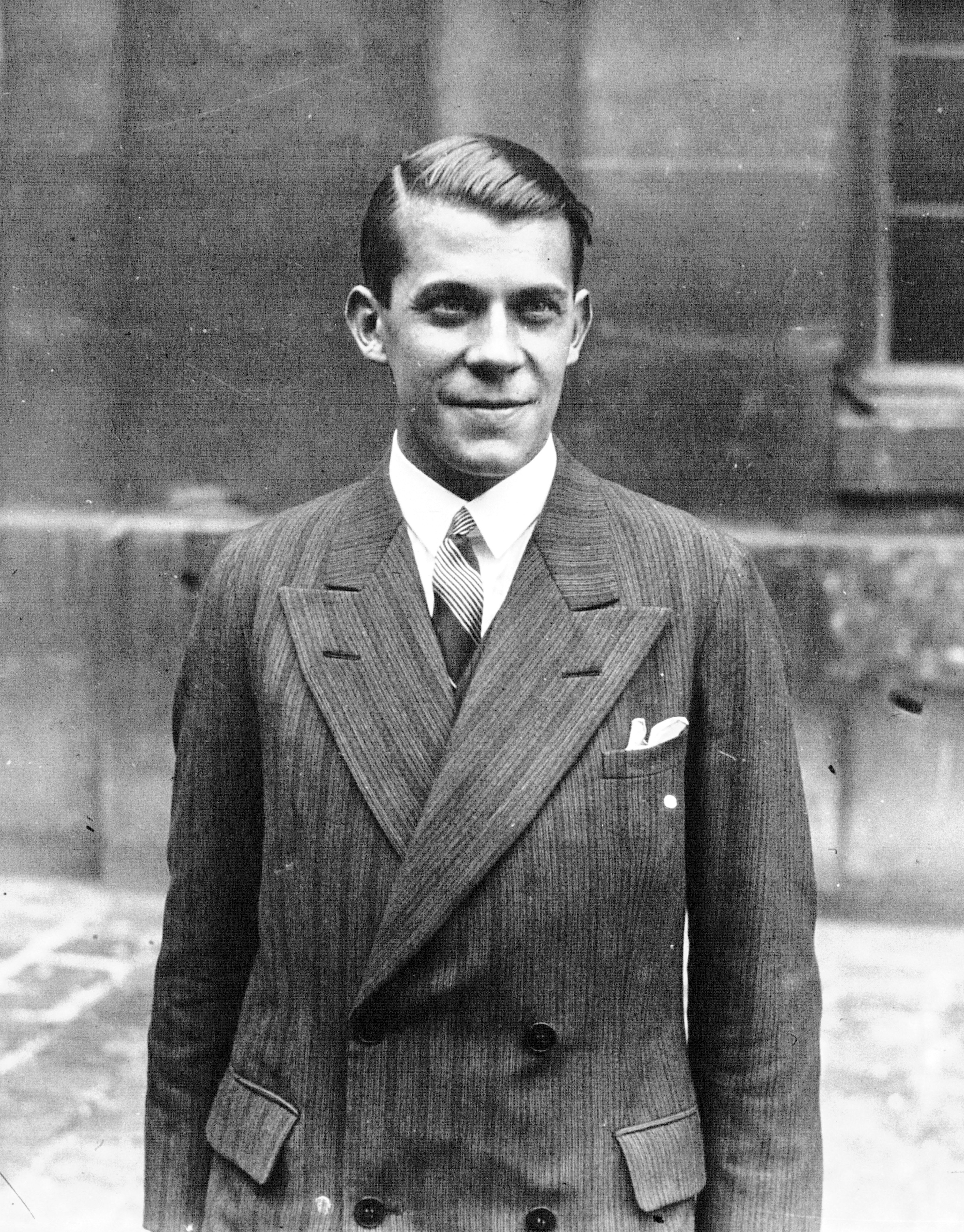
Tony Aubin (* 1907)

- 1907: Tony Aubin, französischer Komponist
- 1908: Zenon Kliszko, polnischer Politiker
- 1909: Cleo Patra Brown, US-amerikanische Jazzpianistin und Sängerin
- 1909: Erich Hornsmann, deutscher Jurist, Sachbuchautor und Umweltschutzaktivist
- 1909: José Sabre Marroquín, mexikanischer Komponist und Dirigent
- 1910: Mario Amendola, italienischer Drehbuchautor und Filmregisseur
- 1910: Karl Born, deutscher Seemann, Pilot und Kinobetreiber
- 1910: Aleksander Frączkiewicz, polnischer Musikwissenschaftler und -pädagoge
- 1911: Lee J. Cobb, US-amerikanischer Schauspieler
- 1912: Jura Soyfer, österreichischer Schriftsteller, Dramatiker und Kabarettautor, Opfer der Shoa
- 1912: Will Walls, US-amerikanischer American-Football-Spieler und -Trainer
- 1913: Rudolf Loh, deutscher Unternehmer
- 1914: Ruth Amiran, israelische Archäologin
- 1914: Ernst Hermanns, deutscher Bildhauer
- 1914: Pál Patay, ungarischer Archäologe
- 1914: Floyd Tillman, US-amerikanischer Country-Sänger und Songwriter
- 1915: Ernest Lehman, US-amerikanischer Drehbuchautor
- 1915: Johnny Lockett, britischer Motorrad- und Autorennfahrer
- 1916: Richard Fleischer, US-amerikanischer Regisseur
- 1916: Ernst Maria Lang, deutscher Architekt und Karikaturist
- 1916: Werner Simmann, deutscher Politiker, MdL
- 1918: Fritz Steinmeyer, deutscher Orgelbauer
- 1918: Gérard Souzay, französischer Sänger
- 1919: Mieczysław Weinberg, russischer Komponist
- 1919: Julia Robinson, US-amerikanische Mathematikerin
- 1921: Gottfried Egg, Schweizer Jass-Experte und Erfinder des Preisjassens
- 1921: Bernhard Füller, deutscher Fußballspieler
- 1921: Peter René Körner, deutscher Schauspieler, Sänger und Moderator
- 1921: Terence Morgan, britischer Schauspieler
- 1922: Gerhard Löwenthal, deutscher Journalist
- 1922: Hanna Zuschneid, deutsche Turnerin
- 1923: Pio Taofinu’u, Erzbischof von Samoa-Apia und Kardinal
- 1925ː Maria Becker-Meisberger, Saarländische Autorin und Übersetzerin
- 1925ː Anne-Marie Colchen, französische Leichtathletin

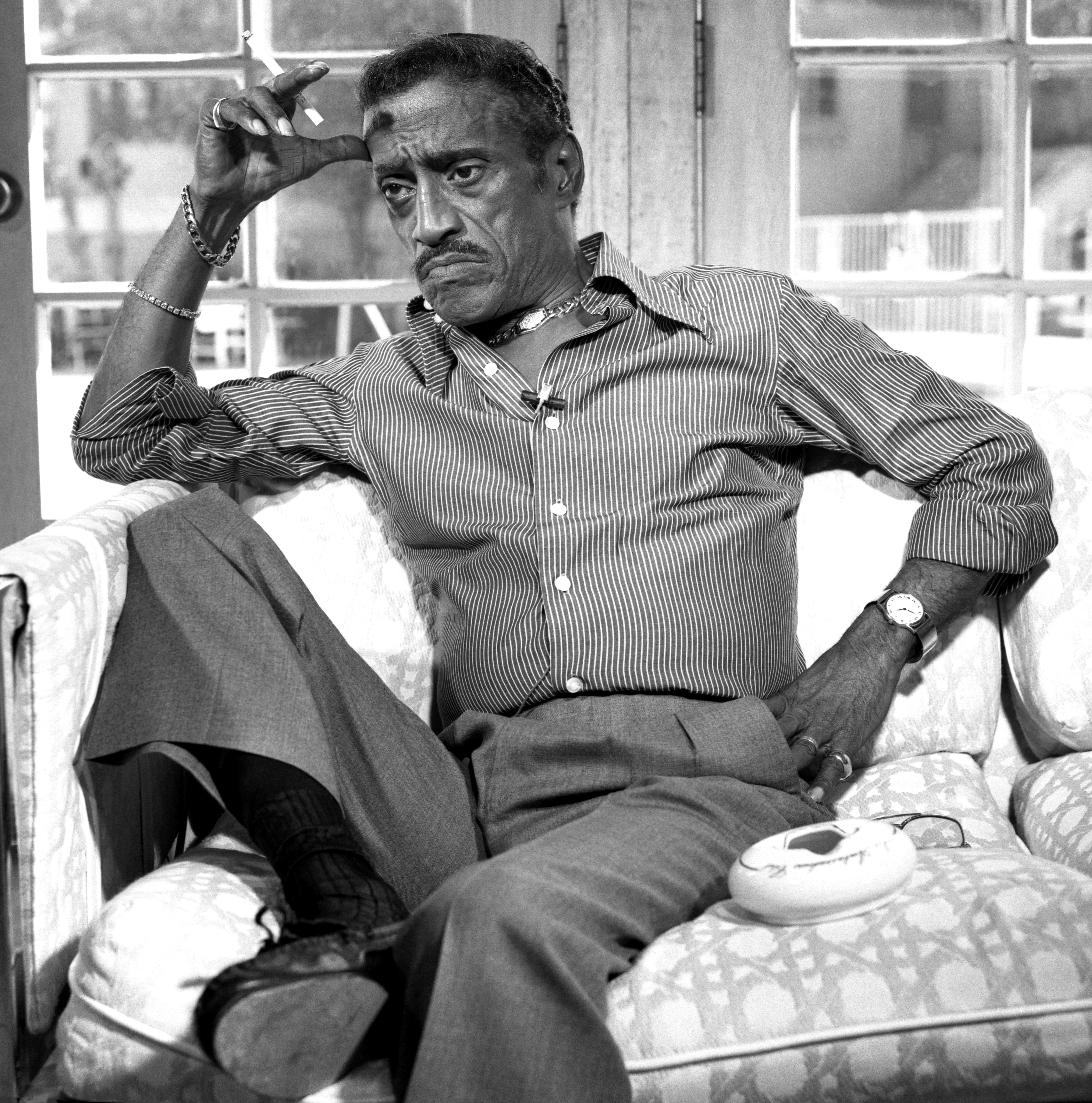
Sammy Davis Jr. (* 1925)

- 1925: Sammy Davis, Jr., US-amerikanischer Unterhalter
- 1925: Arnaldo Forlani, italienischer Politiker
- 1925: Jimmy Smith, US-amerikanischer Musiker

#### 1926–1950

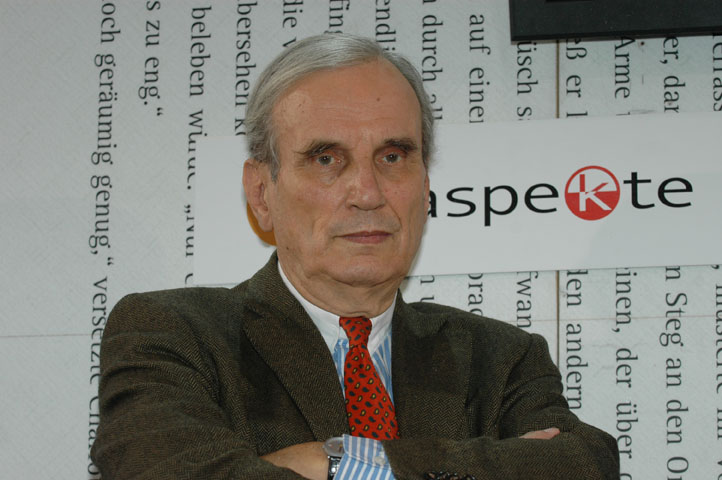
Joachim Fest (* 1926)

- 1926: Joachim Fest, deutscher Zeithistoriker, Publizist und Autor
- 1927: Niklas Luhmann, deutscher Soziologe und Systemtheoretiker
- 1927: Leo De Maeyer, belgischer Chemiker
- 1929: Jakob Deffner, deutscher Politiker und Gewerkschafter
- 1929: Joachim Goldbach, deutscher Generaloberst
- 1929: Gudrun Okras, deutsche Schauspielerin
- 1929: Arnulf Rainer, österreichischer Maler
- 1929: Nicolas Wildhaber, Schweizer Schwimmer und Sportfunktionär

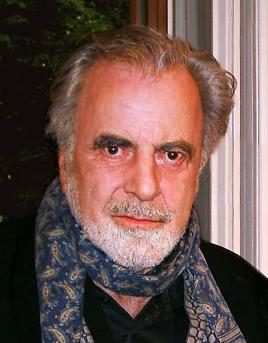
Maximilian Schell (* 1930)

- 1930: Maximilian Schell, Schauspieler österreichischer und schweizerischer Staatsangehörigkeit
- 1930: Alain Weber, französischer Komponist
- 1931: Bob Arum, US-amerikanischer Boxpromoter
- 1931: Rudolf Komorous, kanadischer Komponist, Fagottist und Musikpädagoge
- 1932: Max Benker-Bernegger, Schweizer Turner
- 1932: Rasmi Dschabrailow, sowjetischer bzw. russischer Schauspieler und Regisseur
- 1932: Charly Gaul, luxemburgischer Radrennfahrer
- 1932: Claus Luthe, deutscher Automobildesigner
- 1932: Eusébio Scheid, Erzbischof von Rio de Janeiro und Kardinal
- 1933: Eva Eggebrecht, deutsche Ägyptologin
- 1933: Eberhard Lochmann, deutscher Brigadegeneral
- 1934: Horst Räcke, deutscher Maler
- 1935: Tatjana Jakowlewna Satulowskaja, russische Schachgroßmeisterin
- 1935: Hans-Jürgen Syberberg, deutscher Regisseur
- 1936: David Carradine, US-amerikanischer Schauspieler
- 1936: Marian Leszczyński, polnischer Ruderer
- 1936: Helmut Markwort, deutscher Journalist
- 1937: James MacArthur, US-amerikanischer Schauspieler
- 1937: Margot Werner, österreichische Balletteuse und Chansonsängerin
- 1938: John Agyekum Kufuor, Präsident Ghanas
- 1939: James Galway, irischer Flötist
- 1939: Juana Rosa Pita, kubanische Lyrikerin, Essayistin und Übersetzerin
- 1940: Adolf Antrich, österreichischer Fußballspieler
- 1940: Giso Weißbach, deutscher Schauspieler
- 1941: Martin John Amos, US-amerikanischer Bischof
- 1941: Peter-Christian Graf von Bothmer, deutscher Brigadegeneral des Heeres der Bundeswehr
- 1941: Bob Brown, US-amerikanischer American-Football-Spieler
- 1941: Randy Cunningham, US-amerikanischer Politiker
- 1941: Geoff Hurst, englischer Fußballspieler
- 1941: Michael Naumann, deutscher Politiker, Journalist, Publizist, Verleger und Kulturstaatsminister
- 1941: Katrin Sello, deutsche Kunsthistorikerin
- 1942: Mario Savio, US-amerikanischer Bürgerrechtler
- 1943: Jim Morrison, US-amerikanischer Sänger, Songwriter und Lyriker (The Doors)
- 1943: Bodo Tümmler, deutscher Leichtathlet und Olympiamedaillengewinner
- 1943: Mary Woronov, US-amerikanische Schauspielerin
- 1945: John Banville, irischer Schriftsteller und Literaturkritiker
- 1945: Maryla Rodowicz, polnische Sängerin
- 1945: Natascha Wodin, deutsche Schriftstellerin und Übersetzerin
- 1945: Abi Wallenstein, deutscher Bluesmusiker
- 1946: Jacques Bourboulon, französischer Fotograf
- 1946: Bärbel Podeswa, deutsche Leichtathletin
- 1946: John Rubinstein, US-amerikanischer Schauspieler und Filmmusikkomponist
- 1947: Gregg Allman, US-amerikanischer Musiker, Sänger und Songschreiber (Allman Brothers)
- 1947: Michael Antoni, deutscher Jurist und Beamter
- 1947: Thomas R. Cech, US-amerikanischer Biochemiker, Nobelpreisträger
- 1948: Sofronio Aguirre Bancud, philippinischer Bischof
- 1948: Titus Dittmann, deutscher Unternehmer
- 1949: Daniela Maccelli, italienische Turnerin
- 1949: Nancy Meyers, US-amerikanische Regisseurin und Drehbuchautorin
- 1949: Ray Shulman, britischer Musiker
- 1950: Arthur König, deutscher Politiker, MdL
- 1950: Dan Hartman, US-amerikanischer Musiker

#### 1951–1975
- 1951: Bill Bryson, US-amerikanischer Journalist und Schriftsteller
- 1951: Hans-Ulrich Jörges, deutscher Journalist
- 1952: Heinz Prokop, deutscher Handballtrainer und Handballspieler

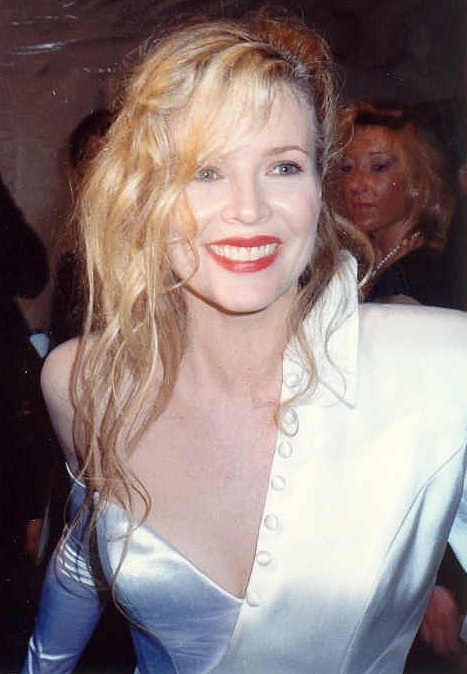
Kim Basinger (* 1953)

- 1953: Kim Basinger, US-amerikanische Schauspielerin
- 1953: Norman Finkelstein, US-amerikanischer Politikwissenschaftler
- 1953: Władysław Kozakiewicz, polnisch-deutscher Leichtathlet
- 1953: Peter Preuß, deutscher Politiker, MdL
- 1954: Louis de Bernières, britischer Schriftsteller
- 1954: Graham Cripsey, englischer Snookerspieler
- 1954: Peter Kotte, deutscher Fußballspieler
- 1954: Heinz-Jürgen Voise, deutscher Fußballspieler und -trainer
- 1954: Josef Walcher, österreichischer Skirennläufer
- 1955: Nathan East, US-amerikanischer Bassist

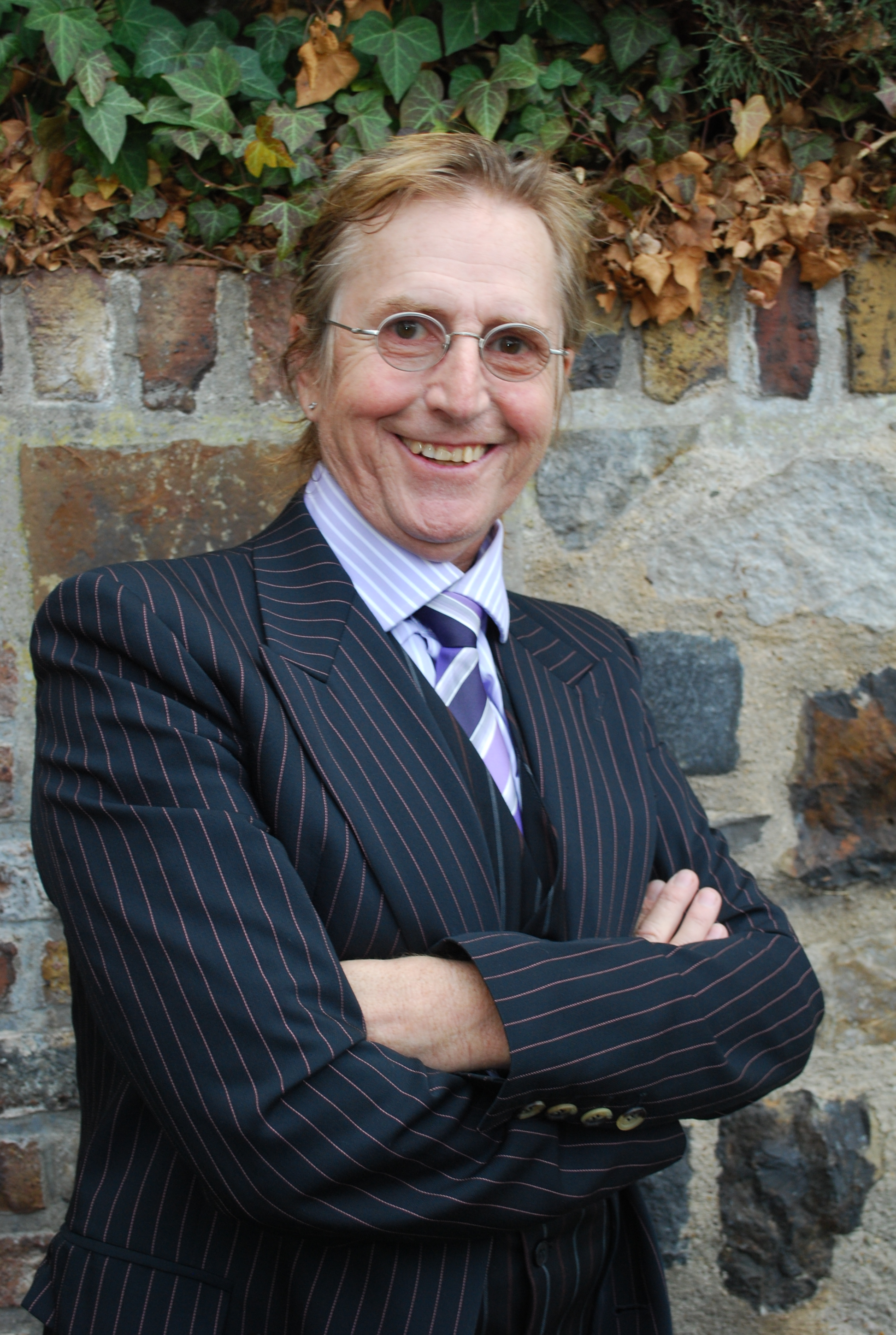
Martin Semmelrogge (* 1955)

- 1955: Martin Semmelrogge, deutscher Schauspieler
- 1956: Karl Fischer, österreichischer Schauspieler
- 1956: Marietta Meade, deutsche Schauspielerin und Synchronsprecherin
- 1956: Pierre Pincemaille, französischer Komponist, Organist und Musikpädagoge
- 1957: Hannelore Anke, deutsche Schwimmerin
- 1957: Phil Collen, britischer Rockmusiker
- 1957: Michail Kasjanow, russischer Politiker
- 1958: Heilgard Asmus, deutsche Theologin
- 1958ː Işıl Karakaş, türkische Rechtswissenschaftlerin, Richterin am Europäischen Gerichtshof für Menschenrechte
- 1958: Uwe Rohde, deutscher Schauspieler und Sänger
- 1959: John Farano, kanadischer Unternehmer und Autorennfahrer
- 1959: Paul Rutherford, britischer Sänger (Frankie goes to Hollywood)
- 1960: Aaron Allston, US-amerikanischer Schriftsteller und Spieleautor
- 1960: Andreas Schmelz, deutscher Ruderer
- 1962: Berry van Aerle, niederländischer Fußballspieler
- 1962: Steve Elkington, australischer Profigolfer
- 1962: Marty Friedman, US-amerikanischer Gitarrist
- 1963: Rüdiger Borchardt, deutscher Handballspieler und -trainer
- 1963: Holger Wulschner, deutscher Springreiter
- 1964: Armin Eck, deutscher Fußballspieler

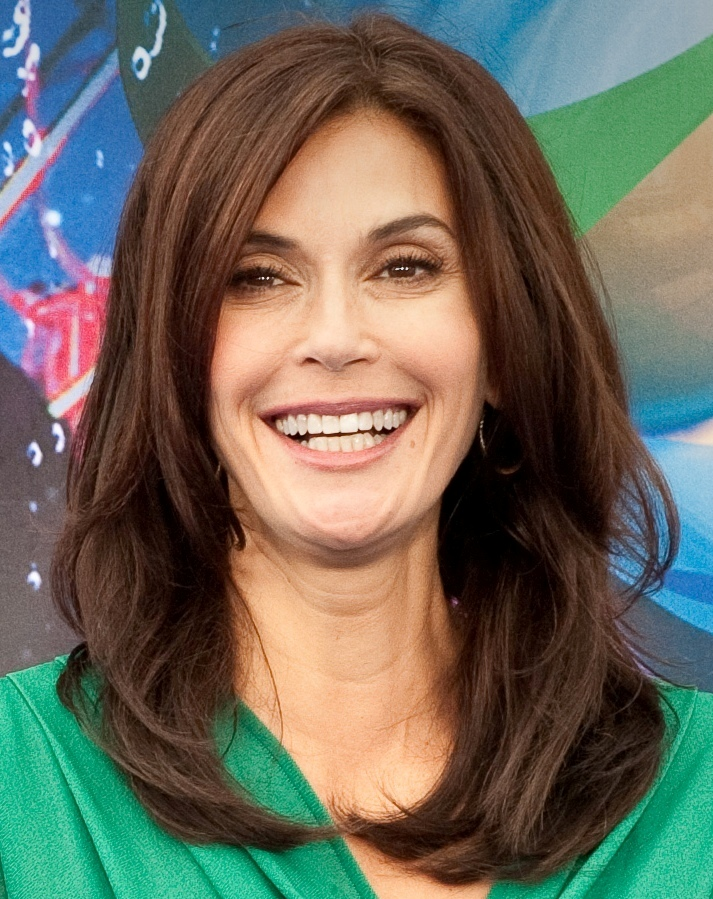
Teri Hatcher (* 1964)

- 1964: Teri Hatcher, US-amerikanische Schauspielerin
- 1964: Richard David Precht, deutscher Philosoph
- 1966: Sinéad O’Connor, irische Musikerin
- 1966: Hope Powell, englische Fußballspielerin und -trainerin
- 1966: Zhou Xiuhua, chinesische Ruderin
- 1967: Mahir Hafiz al-Assad, syrischer Militär
- 1968: Doriano Romboni, italienischer Motorradrennfahrer
- 1971: Abdullah Ercan, türkischer Fußballspieler
- 1971: Holger Kreymeier, deutscher Fernsehkritiker
- 1971: Ronald Kukulies, deutscher Schauspieler
- 1973: Markus Klauk, deutscher Schauspieler
- 1973: Corey Taylor, US-amerikanischer Sänger
- 1974: Marco Abreu, angolanischer Fußballspieler
- 1974: Golineh Atai, deutsche Fernseh-Korrespondentin
- 1975: Dragan Jerković, kroatischer Handballtorwart
- 1975: Reto Scherrer, Schweizer Radio- und Fernsehmoderator

#### 1976–2000
- 1976: Dušan Andrašovský, slowakischer Eishockeyspieler
- 1976: Dominic Monaghan, britischer Schauspieler
- 1977: Sébastien Chabal, französischer Rugbyspieler
- 1977: Anita Weyermann, Schweizer Leichtathletin
- 1978: Antonio Esfandiari, US-amerikanisch-iranischer Pokerspieler
- 1978: Etienne Gardé, deutscher Fernsehmoderator und Redakteur
- 1978: Ian Somerhalder, US-amerikanischer Schauspieler und Model
- 1979: Ingrid Michaelson, US-amerikanische Sängerin und Songwriterin
- 1979: Nick Thune, US-amerikanischer Schauspieler, Comedian und Musiker
- 1979: Christian Wilhelmsson, schwedischer Fußballer
- 1980: Francis Mourey, französischer Radrennfahrer
- 1980: Salomon Olembé, kamerunischer Fußballspieler
- 1981: Azra Akın, türkisches Model und Schauspielerin
- 1981: Haley Johnson, US-amerikanische Biathletin
- 1981: David Martínez, mexikanischer Rennfahrer
- 1982: Julen Aguinagalde Aquizu, spanischer Handballspieler
- 1982: Halil Altıntop, türkischer Fußballspieler
- 1982: Hamit Altıntop, türkischer Fußballspieler
- 1982: Raquel Atawo, US-amerikanische Tennisspielerin
- 1982: Christian Beisel, deutscher Fußballspieler
- 1982: Joscha Kiefer, deutscher Schauspieler

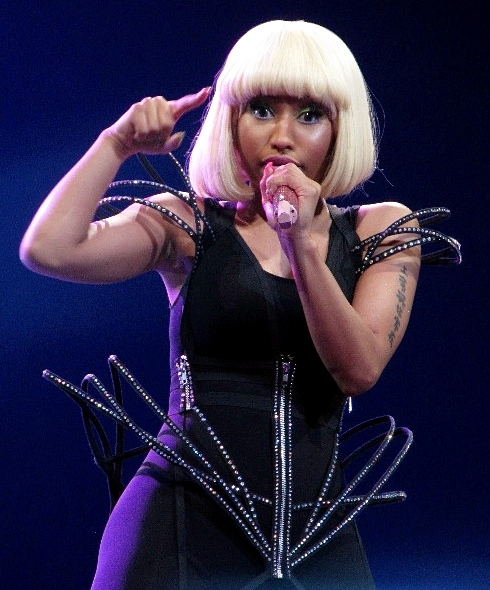
Nicki Minaj (* 1982)

- 1982: Nicki Minaj, US-amerikanische Rapperin
- 1982: DeeDee Trotter, US-amerikanische Leichtathletin, Olympiasiegerin
- 1983: Felix Raffel, deutscher Filmkomponist und Pianist
- 1984: Mary Blanco Bolívar, kolumbianische Fußballschiedsrichterassistentin
- 1984: Dustin Brown, deutsch-jamaikanischer Tennisspieler
- 1984: Karolina Kovač, kroatische Sängerin
- 1984: Roland Resch, österreichischer Motorradrennfahrer
- 1985: Sören Anders, deutscher Koch
- 1985: Ignatas Konovalovas, litauischer Radrennfahrer
- 1986: Walentina Jewgenjewna Artemjewa, russische Schwimmerin
- 1987: Ines Appelmann, deutsche Fußballschiedsrichterin
- 1987: Greg Merson, US-amerikanischer Pokerspieler

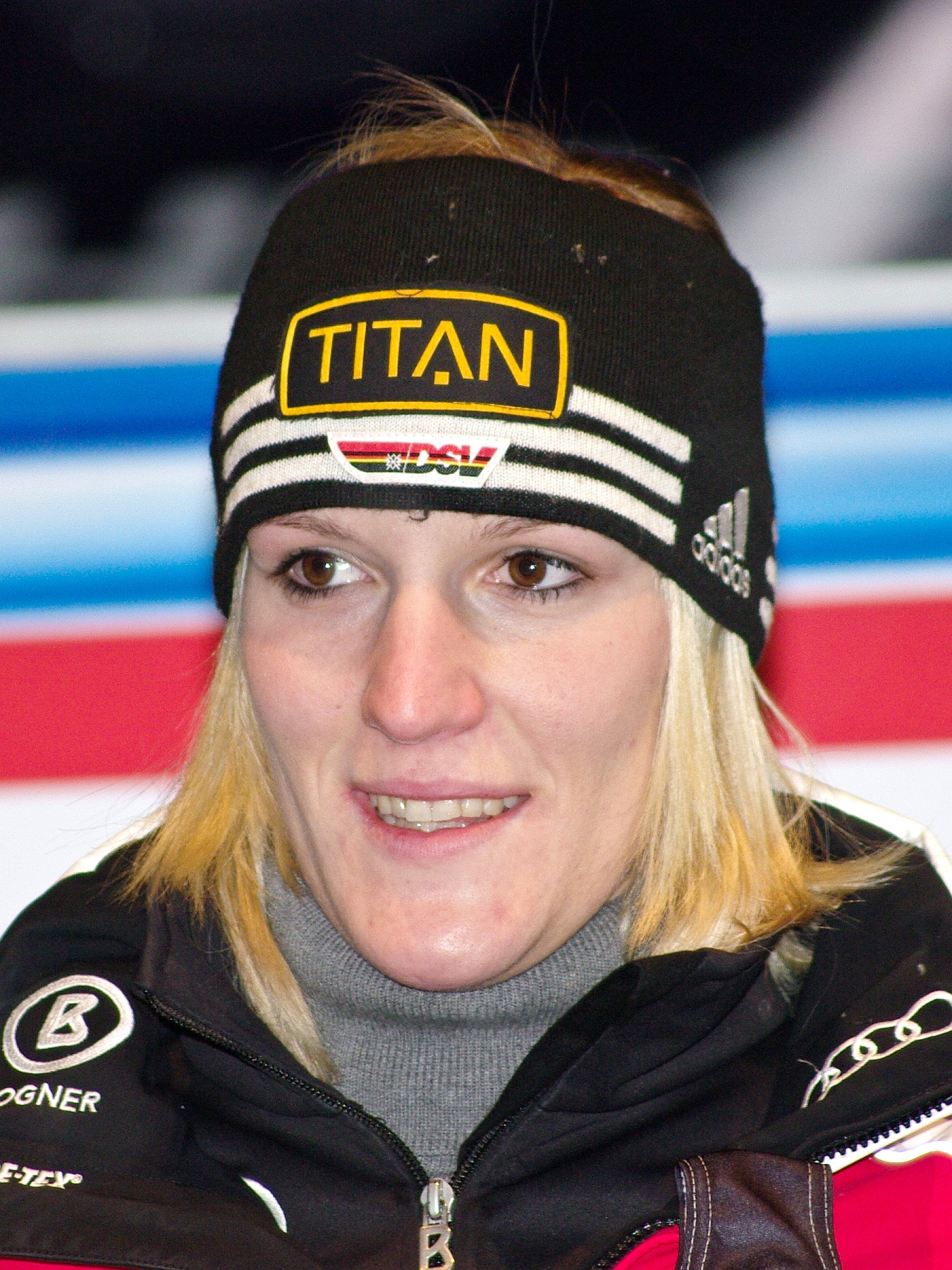
Susanne Riesch (* 1987)

- 1987: Susanne Riesch, deutsche Skirennläuferin
- 1988: Carla Amanda Sol Abrahamsen, schwedische Schauspielerin und Sängerin
- 1988: Philip Major, kanadischer Rennfahrer
- 1988: Julien Sewering, deutscher Webvideoproduzent und Rapper
- 1989: Matthew Jurman, australischer Fußballspieler
- 1989: Maik Kegel, deutscher Fußballspieler
- 1989: Anna Monz, deutsche Handballspielerin
- 1989: Jen Ledger, britisch-amerikanische Schlagzeugerin und Sängerin
- 1992: Moritz Leitner, deutsch-österreichischer Fußballspieler
- 1992: Jordan Nobbs, englische Fußballspielerin
- 1992: Katie Stevens, US-amerikanische Schauspielerin und Sängerin
- 1993: Kristin Alia Hunold, deutsche Schauspielerin und Sprecherin
- 1993: Ronny Minkwitz, deutscher Fußballspieler
- 1993: AnnaSophia Robb, US-amerikanische Schauspielerin und Sängerin
- 1994: Edda Hannesdóttir, isländische Triathletin
- 1994: Raheem Sterling, englisch-jamaikanischer Fußballspieler
- 1995: Álex Rins, spanischer Motorradrennfahrer
- 1995: Rita Zeqiri, kosovarische Schwimmerin
- 1996: Maximilian Eggestein, deutscher Fußballspieler
- 1997: Leonardo Fioravanti, italienischer Surfer
- 1998: Tanner Buchanan, US-amerikanischer Schauspieler
- 1999: Jelena Herrmann, deutsche Kinderdarstellerin

### 21. Jahrhundert
- 2002: Hana Mazi Jamnik, slowenische Skilangläuferin
- 2006: Lise Seidel, deutsche Schwimmerin

## Gestorben

### Vor dem 16. Jahrhundert
- 0856: Drogo von Metz, Bischof
- 0861: al-Mutawakkil 'alā 'llāh, Kalif der Abbasiden
- 0899: Arnulf von Kärnten, ostfränkischer König und römischer Kaiser
- 0916: Theoderich I., Bischof von Paderborn
- 0993: Egbert, Erzbischof von Trier
- 1090: Robert de Conteville, comte de Mortain, normannischer Adliger
- 1126: Abū l-Walīd ibn Ruschd, islamischer Gelehrter
- 1131: Kutaifat, Herrscher von Ägypten
- 1186: Berthold IV. von Zähringen, Herzog von Burgund
- 1241: Hugh of Pattishall, englischer Lord High Treasurer, Bischof von Coventry und Lichfield
- 1282: Friedrich von Montalban, Bischof von Freising
- 1283: Richard of Ware, englischer Ordensgeistlicher und Beamter
- 1292: Johannes Peckham, englischer Theologe und Erzbischof von Canterbury
- 1365: Nikolaus II., Herzog von Troppau
- 1369: Konrad von Waldhausen, österreichischer vorreformatorischer Prediger
- 1383: Wenzel I., Herzog von Luxemburg
- 1429: Janusz I. Starszy, Herzog von Masowien zu Warschau
- 1447: Nikolaus von Oldenburg-Delmenhorst, Erzbischof von Bremen

### 16. bis 18. Jahrhundert
- 1521: Christina von Sachsen, Königin von Dänemark, Norwegen und Schweden
- 1536: Diego Méndez, spanischer Seefahrer und Konquistador
- 1555: Valentin Tschudi, Schweizer Reformator
- 1556: Johann Forster, deutscher lutherischer Theologe
- 1565: Hieronymus Baumgartner, Gestalter der Reformation in Nürnberg und Bürgermeister
- 1577: Melchor Bravo de Saravia, spanischer Vizekönig von Peru und Gouverneur von Chile
- 1603: Hans Wolf von Schönberg, kursächsischer Politiker
- 1620: Lope de Ulloa y Lemos, spanischer Soldat und Gouverneur von Chile
- 1625: Christine von Schleswig-Holstein-Gottorf, Königin von Schweden
- 1638: Ivan Gundulić, kroatischer Schriftsteller
- 1643: Antoine de Boësset, französischer Komponist
- 1643: John Pym, Jurist und Wortführer der Parlamentspartei im englischen Unterhaus zur Zeit Karls I. von England
- 1667: Reinhold von Rosen, deutschbaltischer General in schwedischen und französischen Diensten
- 1680: Cesare Durazzo, Doge der Republik Genua und König von Korsika
- 1681: Gerard ter Borch, holländischer Maler und Zeichner
- 1691: Michel Le Clerc, französischer Bühnenautor
- 1695: Barthélemy d’Herbelot de Molainville, französischer Orientalist
- 1709: Thomas Corneille, französischer Literat und Dramatiker
- 1719: Ulrik Christian Gyldenløve, dänischer Admiral

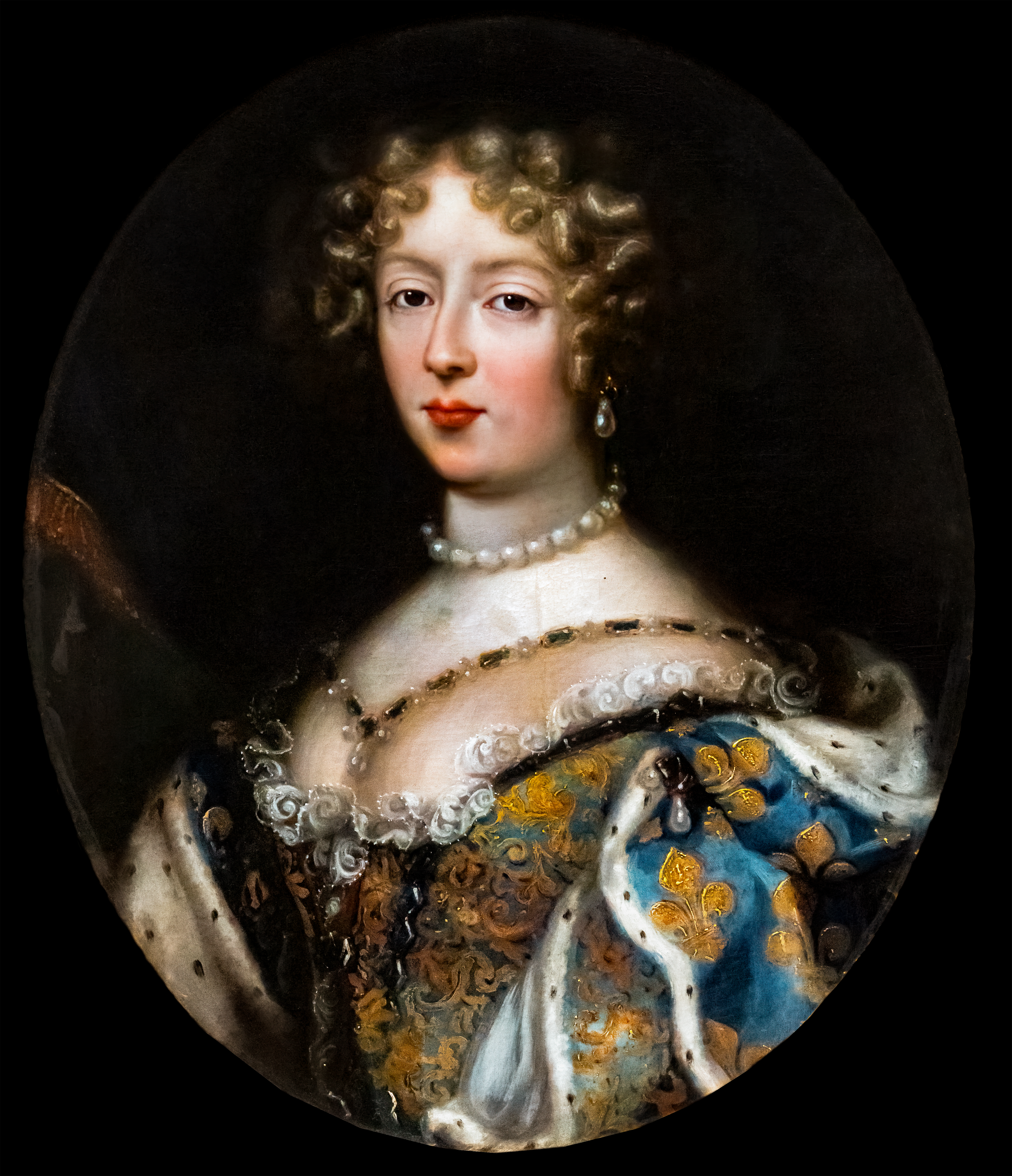
Liselotte von der Pfalz († 1722)

- 1722: Liselotte von der Pfalz, Herzogin von Orléans und Schwägerin von Ludwig XIV.
- 1727: Joseph Maria Schneidt, deutscher Jurist, Hochschullehrer und Historiker
- 1734: James Figg, englischer Schwergewichtsboxer
- 1735: Andreas Faistenberger, Tiroler Maler und Bildhauer
- 1738: Domenico d’Angeli, italienischer Architekt und Baumeister
- 1739: William Ramsay, 6. Earl of Dalhousie, schottischer Adeliger und Soldat
- 1742: Sigmund Friedrich von Khevenhüller, Landeshauptmann von Kärnten
- 1744: Marie-Anne de Mailly-Nesle, französische Adelige, Mätresse Ludwigs XV.
- 1751: Dominik von Königsegg-Rothenfels, kaiserlicher Feldmarschall und Präsident des österreichischen Hofkriegsrates
- 1754: Charlotte Cavendish, Marchioness of Hartington, britische Adlige
- 1760: Francesco Conti, italienischer Maler
- 1768: Jean-Denis Attiret, französischer Jesuit, Missionar und Maler
- 1769: Joseph Friedrich Ernst, Fürst von Hohenzollern-Sigmaringen
- 1788: Michail Nikititsch Wolkonski, russischer General und Gesandter
- 1792: Henry Laurens, US-amerikanischer Kaufmann und politischer Führer im Amerikanischen Unabhängigkeitskrieg
- 1793: Madame Dubarry, Mätresse Ludwigs XV. von Frankreich
- 1795: Giovanni Battista Casanova, italienischer Maler

### 19. Jahrhundert
- 1807: Carl Friedrich Cramer, deutscher Theologe, Buchhändler, Übersetzer, Journalist und Musikschriftsteller
- 1809: Franz Moritz Bachmann, deutscher Jurist und Rektor der alten Universität Erfurt

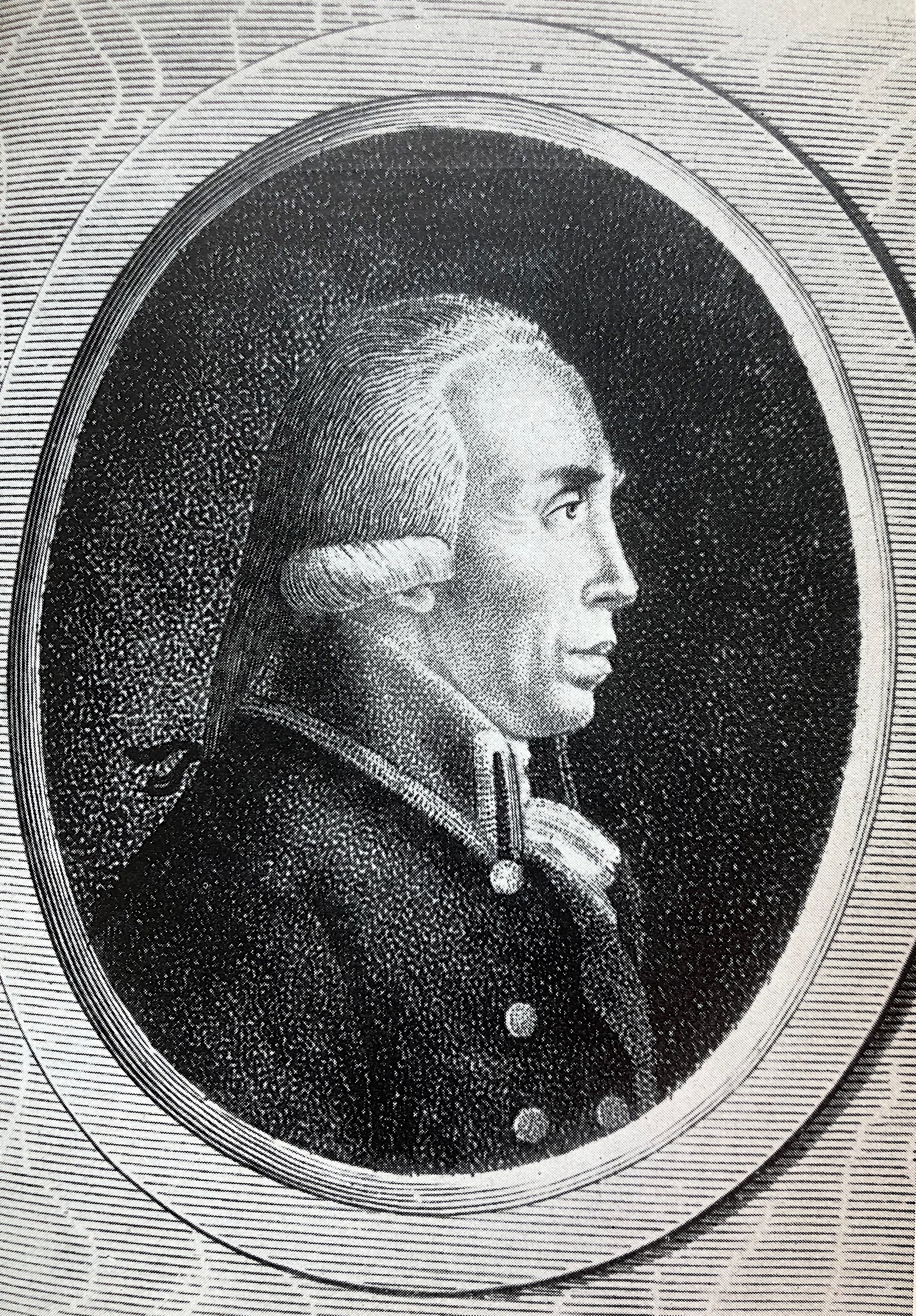
Franz Xaver Mezler († 1812)

- 1812: Franz Xaver Mezler, deutscher Mediziner
- 1813: Gaetano Callido, italienischer Orgelbauer
- 1817: Matthias Steevens van Geuns, niederländischer Mediziner und Botaniker
- 1818: Karl Ludwig Friedrich, badischer Großherzog
- 1822: Saul Ascher, deutscher Schriftsteller, Übersetzer und Buchhändler
- 1826: Friedrich Wilhelm Dyckhoff, deutscher Jurist und Direktor der Justizkanzlei in Osnabrück
- 1830: Benjamin Constant, französischer Politiker und Schriftsteller
- 1831: James Hoban, irischer Architekt
- 1834: Henry Harford, letzter Lord Proprietor der englischen Kolonie Maryland
- 1841: Johann Heinrich Dannecker, deutscher Bildhauer
- 1845: Pierre Tobie Yenni, Bischof von Lausanne-Genf
- 1851: André Jolivard, französischer Landschaftsmaler
- 1859: Thomas de Quincey, britischer Schriftsteller
- 1861: Iossif Iwanowitsch Charlemagne, russischer Architekt
- 1864: George Boole, britischer Mathematiker, Begründer der Booleschen Algebra
- 1870: Max Emanuel Ainmiller, deutscher Architektur- und Glasmaler
- 1872: Carl Friedrich Theodor Annecke, deutscher Revolutionär, preußischer und US-amerikanischer Offizier
- 1875: Paul Friedrich Emil Leopold III., Fürst zur Lippe
- 1880: Charles Fisher, kanadischer Politiker und Richter
- 1881: Paul Theodor von Krusenstern, russischer Polarforscher
- 1884: Sigmund Lebert, deutscher Musikpädagoge
- 1887: Bernhard Heinrich Michelson, russischer Agronom und Hochschullehrer
- 1891: Eduard Suter, Schweizer Jurist und Politiker
- 1894: Pafnuti Lwowitsch Tschebyschow, russischer Mathematiker
- 1898: Andreas von Renner, Beamter und Finanzminister des Königreichs Württemberg
- 1900: Max Abraham, deutscher Musikverleger

### 20. Jahrhundert

#### 1901–1950
- 1903: Gavriil Musicescu, rumänischer Komponist
- 1903: Herbert Spencer, englischer Philosoph
- 1907: Oskar II., König von Schweden
- 1908: Josef Zemp, Schweizer Politiker
- 1913: Camille Jenatzy, belgischer Automobilrennfahrer und Konstrukteur
- 1914: Melchior Anderegg, Schweizer Bergführer
- 1917: Alexander Kisch, tschechischer Rabbiner
- 1924: Xaver Scharwenka, polnisch-tschechischer Komponist und Pianist
- 1924: Yamamura Bochō, japanischer Lyriker
- 1924ː Amalie Pölzer, österreichische Politikerin
- 1925ː Marguerite Duvillard-Chavannes,  Schweizer Frauenrechtlerin
- 1929: Teddy Tetzlaff, US-amerikanischer Automobilrennfahrer

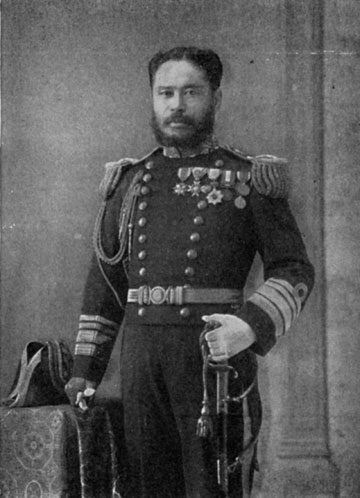
Yamamoto Gonnohyōe († 1933)

- 1933: Yamamoto Gonnohyōe, japanischer Admiral und Premierminister
- 1934: Bernhard Sekles, deutscher Komponist und Musikpädagoge
- 1935: Albert Jesionek, deutscher Dermatologe und Hochschullehrer
- 1935: Charlotte Niese, deutsche Schriftstellerin
- 1936: William C. Carl, US-amerikanischer Organist und Musikpädagoge
- 1937: Franz Ahrens, deutscher Architekt
- 1938: Károly Aszlányi, ungarischer Schriftsteller, Dramatiker und Journalist
- 1938: Friedrich Glauser, Schweizer Schriftsteller
- 1939: Ernest Schelling, US-amerikanischer Pianist, Komponist und Dirigent
- 1940: Louis Pinck, österreichischer katholischer Geistlicher
- 1942: Helene Raff, deutsche Malerin, Schriftstellerin und Sagensammlerin
- 1944ː Luise Kautsky, deutsche Sozialistin, Freundin Rosa Luxemburgs, NS-Opfer
- 1945: Giulio Cesare Antamoro, italienischer Filmregisseur
- 1945: Alfred Marxer, Schweizer Kunstmaler und Grafiker
- 1945: Alexander Siloti, russischer Pianist und Komponist
- 1948: Carl Watzinger, deutscher Archäologe

#### 1951–2000
- 1952: Pedro Sinzig, Franziskaner, brasilianischer Schriftsteller, Journalist und Komponist
- 1955: Paul van Kempen, niederländisch-deutscher Dirigent
- 1955: Otto Kühne, deutscher Kommandeur in der Résistance, Funktionär in der DDR
- 1955: Hermann Weyl, deutscher Mathematiker
- 1956: Jimmie Angel, US-amerikanischer Buschpilot
- 1957: Hanns Mießner, deutscher Komponist, Organist, Dirigent und Chorleiter
- 1958: Mads Nielsen, dänischer Schriftsteller
- 1958: Tris Speaker, US-amerikanischer Baseballspieler und -manager
- 1961: Wilhelm Capelle, deutscher Altphilologe
- 1963: Sarit Dhanarajata, thailändischer General, Politiker und Ministerpräsident
- 1964: Wojciech Rychlewicz, polnischer Diplomat
- 1964: Gladys Willan, kanadische Musikpädagogin und Pianistin
- 1968: Josef Papesch, österreichischer Schriftsteller und Kulturpolitiker
- 1968: Gerhard Strecke, deutscher Komponist und Musikpädagoge
- 1969: Edolf Aasen, norwegischer Buchdrucker
- 1969: Walther Ammann, deutscher Rechtsanwalt
- 1969: Fritz Arndt, deutsch-türkischer Chemiker
- 1969: Karl Fiehler, deutscher Politiker und Münchner Oberbürgermeister in der NS-Zeit
- 1973: Willy Reichert, deutscher Schauspieler
- 1975: Gary Thain, englischer Rockmusiker
- 1978: Ferruccio Ferrazzi, italienischer Maler und Bildhauer
- 1978: Edith Jacobson, deutsche Psychoanalytikerin, Ärztin und Widerstandskämpferin

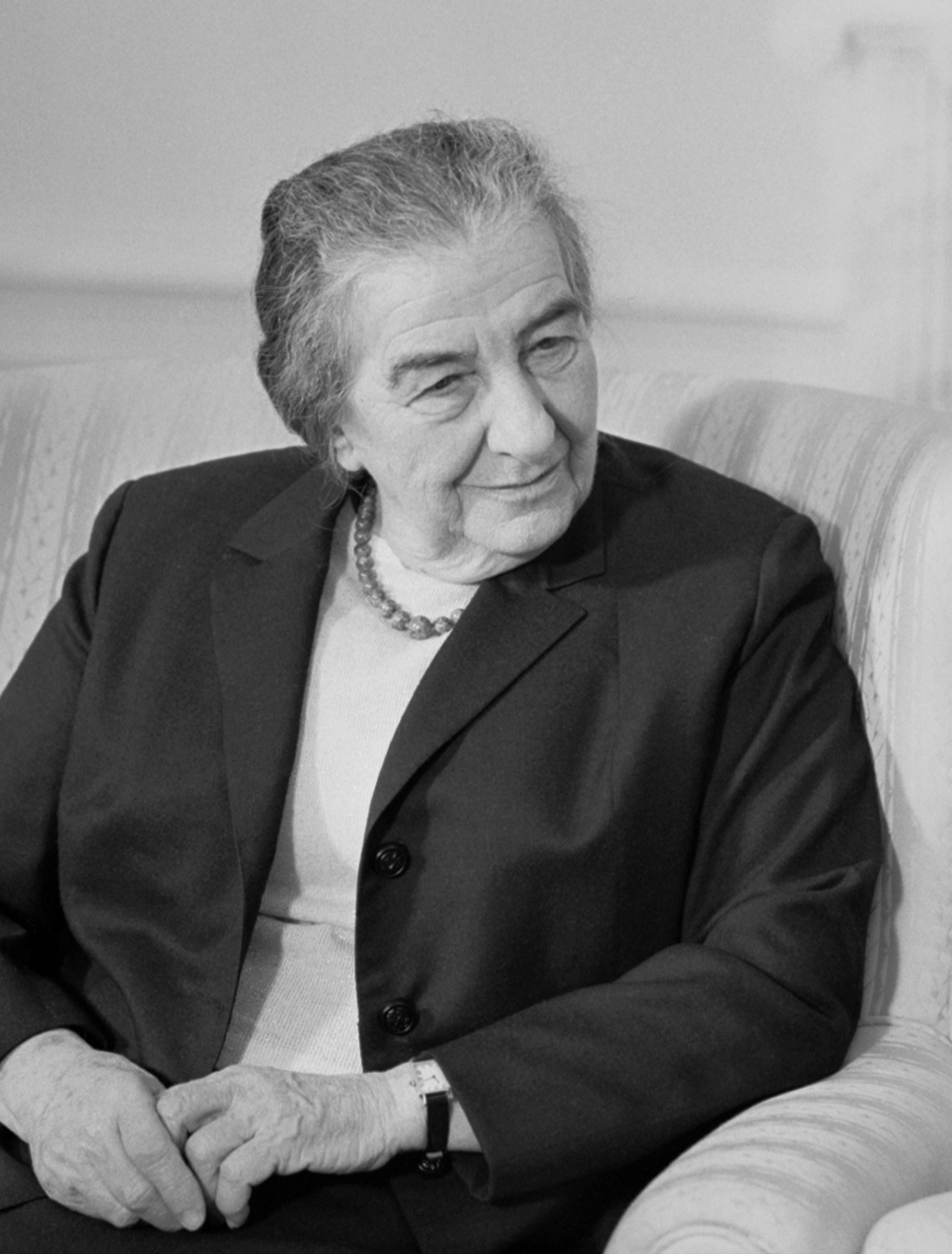
Golda Meir († 1978)

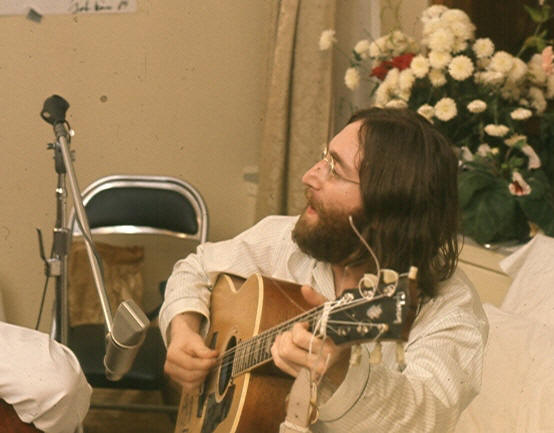
John Lennon († 1980)

- 1978: Golda Meïr, israelische Politikerin, Außenministerin, Ministerpräsidentin
- 1980: John Lennon, britischer Musiker, Komponist und Autor
- 1981: Big Walter Horton, US-amerikanischer Blues-Musiker
- 1982: Marty Robbins, US-amerikanischer Sänger
- 1982: Ján Smrek, slowakischer Schriftsteller und Herausgeber
- 1984: Lutha J. Adler, US-amerikanischer Film- und Theaterschauspieler
- 1984: Bruno Six, deutscher Politiker, MdL
- 1985: Lew Abeliowitsch, litauisch-belarussischer Komponist und Pianist
- 1985: Ermenegildo Florit, italienischer Geistlicher, Erzbischof von Florenz, Kardinal
- 1986: Ernst Biberstein, deutscher evangelischer Pastor, SS-Offizier, Chef des Einsatzkommandos 6, Massenmörder und Kriegsverbrecher
- 1986: Bawa Muhaiyaddeen, Sufi-Heiliger aus Sri Lanka
- 1989: Max Grundig, deutscher Industrieller
- 1989: Hans Hartung, deutscher Künstler
- 1990: Tadeusz Kantor, polnischer Theaterkünstler und Maler
- 1990: Martin Ritt, US-amerikanischer Regisseur und Schauspieler
- 1993: Paul Mebus, deutscher Fußballspieler
- 1994: Antônio Carlos Jobim, brasilianischer Komponist
- 1995: Arthur Birch, australischer Chemiker
- 1995: Ding Shan-de, chinesischer Komponist
- 1995: Maino Neri, italienischer Fußballspieler und -trainer
- 1997: Laurean Rugambwa, tansanischer Geistlicher, Erzbischof von Dar-es-Salaam, Kardinal
- 2000: Rolf Heyne, deutscher Verleger

### 21. Jahrhundert
- 2002: Leo Schürmann, Schweizer Politiker
- 2003: Rubén González, kubanischer Pianist
- 2004: Effi Biedrzynski, deutsche Schriftstellerin
- 2004: Dimebag Darrell, US-amerikanischer Gitarrist
- 2004: José Libertella, italienisch-argentinischer Musiker
- 2004: Johnny Lockett, britischer Motorrad- und Autorennfahrer
- 2004: Carlos Meza, kolumbianischer Profiboxer
- 2005: Donald Martino, US-amerikanischer Komponist
- 2005: Leo Kardinal Scheffczyk, deutscher Theologe
- 2006: Heinrich Riethmüller, deutscher Musiker, Komponist und Synchronregisseur
- 2006: Martha Tilton, US-amerikanische Sängerin
- 2007: Erhard D. Klinke, deutscher Beamter und Universitätspräsident
- 2008: Manzoor Hussain Atif, pakistanischer Hockeyspieler und Sportfunktionär
- 2008: Xavier Perrot, Schweizer Autorennfahrer
- 2009: Luis Días, dominikanischer Rock- und Jazzmusiker
- 2009: Cecil Steffen, US-amerikanische Komponistin und Musikpädagogin
- 2009: Yosef Hayim Yerushalmi, US-amerikanischer Historiker
- 2010: Murray Alexander Armstrong, kanadischer Eishockeyspieler und -trainer
- 2010: Friedrich Huber, österreichischer Unternehmer und Autorennfahrer
- 2010: Jiří Strejc, tschechischer Komponist, Organist, Chorleiter und Musikpädagoge
- 2011: Gilbert Adair, britischer Schriftsteller
- 2011: Werner Kofler, österreichischer Schriftsteller
- 2011: Giorgio Mariani, italienischer Fußballspieler
- 2011: Anton Eric Scotoni, Schweizer Unternehmer
- 2012ː Ulrike Oelzner, deutsche Glaskünstlerin
- 2013: John W. Cornforth, australischer Chemiker, Nobelpreisträger
- 2013: Sándor Szokolay, ungarischer Komponist

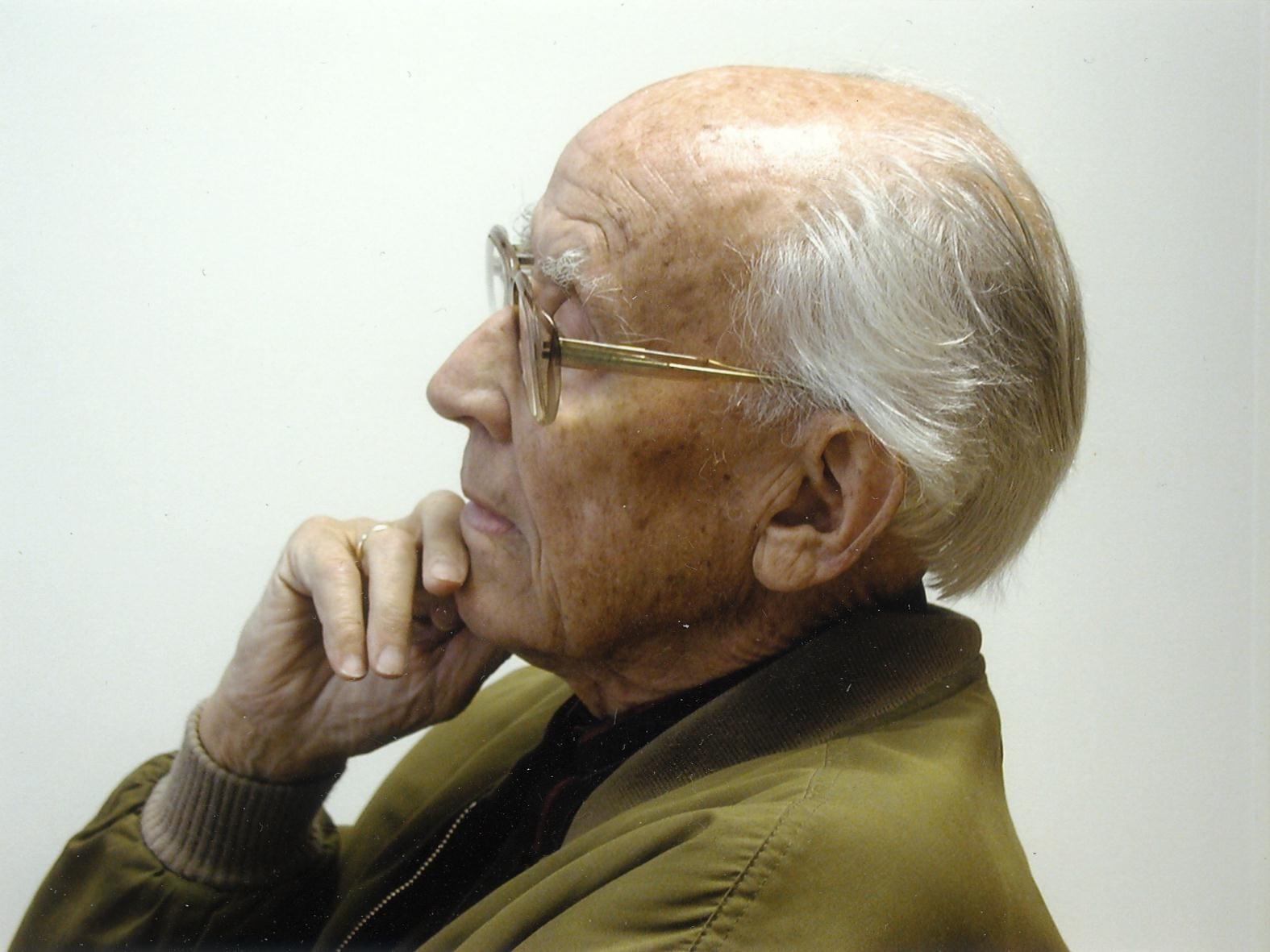
Knut Nystedt († 2014)

- 2014: Knut Nystedt, norwegischer Komponist und Chorleiter
- 2015: Douglas Tompkins, US-amerikanischer Umweltaktivist und Unternehmer
- 2016: John Glenn, US-amerikanischer Astronaut und Politiker
- 2018: Ljudmila Alexejewa, sowjetische und russische Bürgerrechtlerin
- 2018ː Evelyn Berezin, US-amerikanische Informatikerin
- 2019: René Auberjonois, US-amerikanischer Schauspieler
- 2019: Juice Wrld, US-amerikanischer Rapper
- 2019: Caroll Spinney, US-amerikanischer Puppenspieler
- 2019: Paul Volcker, US-amerikanischer Ökonom
- 2020: Werner Schopp, deutscher Fußballspieler
- 2020: Kurt Stettler, Schweizer Fußballspieler
- 2021: Jan Jóźwik, polnischer Eisschnellläufer
- 2021: Rémy Pochauvin, französischer Autorennfahrer
- 2021: Larry Sellers, US-amerikanischer Schauspieler
- 2021: Andrzej Zieliński, polnischer Sprinter
- 2023: Ryan O’Neal, US-amerikanischer Schauspieler
- 2024: Lilly Forgách, deutsche Schauspielerin

## Feier- und Gedenktage
- Kirchliche Gedenktage
  - Mariä Empfängnis (anglikanisch und katholisch in Österreich) / Unbefleckte Empfängnis (katholisch)
  - Martin Rinckart, deutscher Pfarrer und Liederdichter (evangelisch)
- Tag der Bildung (Deutschland) (seit 2015)
- Hari Kuyō in Kyōto und Kinki, Japan

Weitere Einträge enthält die Liste von Gedenk- und Aktionstagen.